# Béthencourt-sur-Mer
Pour les articles homonymes, voir Béthencourt (homonymie).
Vous pouvez aider à l'améliorer ou bien discuter des problèmes sur sa page de discussion.
- Il ne cite pas suffisamment ses sources. Vous pouvez indiquer les passages à sourcer avec {{référence nécessaire}} ou {{Référence souhaitée}}, et inclure les références utiles en les liant aux notes de bas de page. (Marqué depuis septembre 2014)
- Il contient une ou plusieurs listes. Le texte gagnerait à être rédigé sous la forme d’un ou plusieurs paragraphes synthétiques, afin d’être plus agréable à lire. (Marqué depuis février 2024)

- Archive Wikiwix
- Bing
- Cairn
- DuckDuckGo
- E. Universalis
- Gallica
- Google
- G. Books
- G. News
- G. Scholar
- Persée
- Qwant
- (zh) Baidu
- (ru) Yandex
- (wd) trouver des œuvres sur Wikidata

Béthencourt-sur-Mer est une commune française située dans le département de la Somme en région Hauts-de-France.
Depuis juillet 2020, la commune fait partie du parc naturel régional Baie de Somme - Picardie maritime.

## Géographie

### Localisation
Béthencourt-sur-Mer est un village picard du Vimeu.
La localité est située, à vol d'oiseau, à 3 km au sud-ouest de Friville-Escarbotin, 7 km au nord-est d'Eu-Le Tréport, 9 km au nord-est de Mers-les-Bains, 24 km au sud-ouest d'Abbeville, 35 km au nord-est de Dieppe et à 60 km au nord-ouest d'Amiens.
Le territoire de la commune est limitrophe de ceux de cinq communes.
Les communes limitrophes sont  Allenay, Méneslies, Saint-Quentin-la-Motte-Croix-au-Bailly, Tully et Yzengremer.

### Hydrographie
La commune est située dans le bassin Artois-Picardie. Elle n'est drainée par aucun cours d'eau.

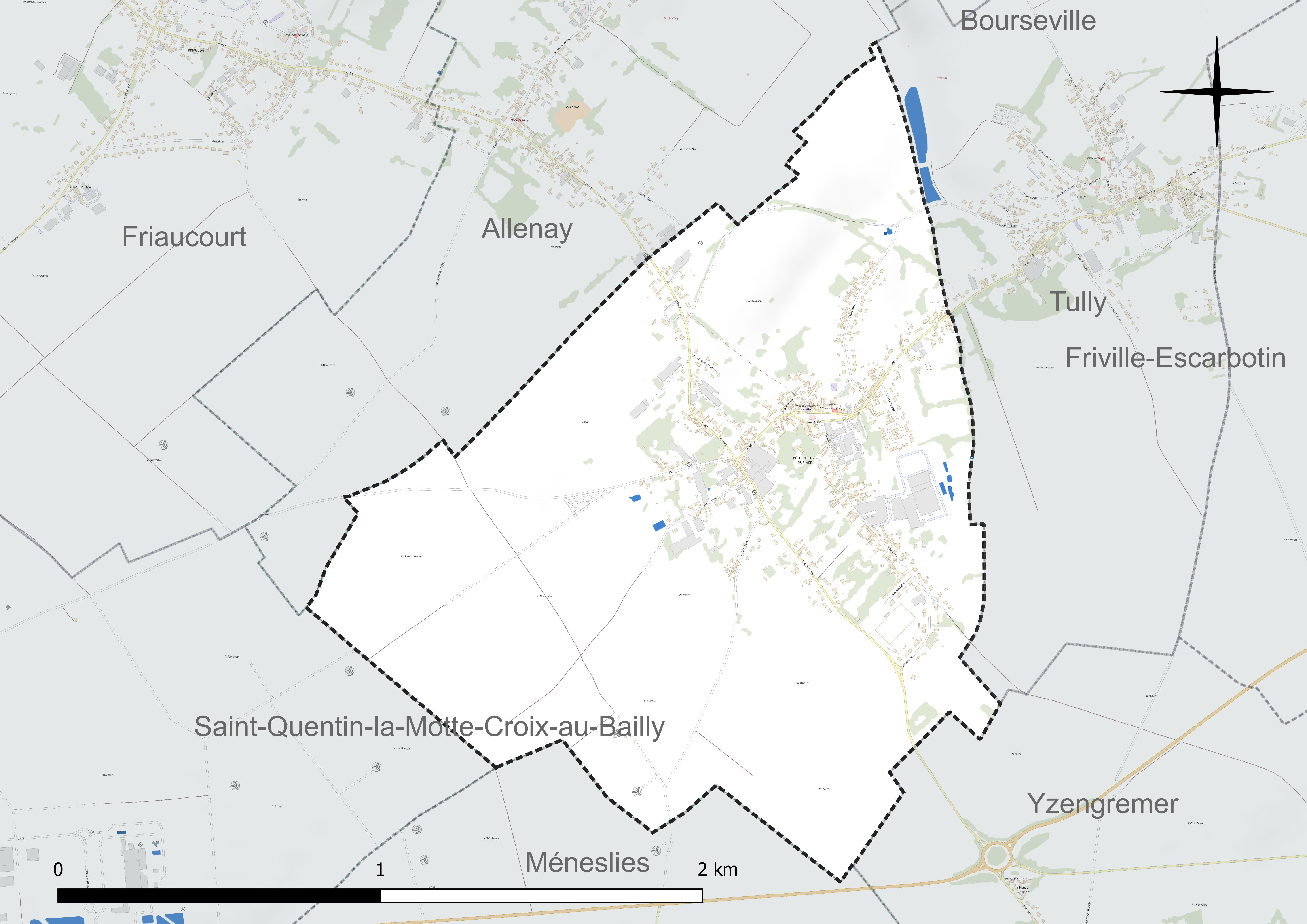
Réseau hydrographique de Béthencourt-sur-Mer.

### Climat
Pour des articles plus généraux, voir Climat des Hauts-de-France et Climat de la Somme.
En 2010, le climat de la commune est de type climat océanique franc, selon une étude du CNRS s'appuyant sur une série de données couvrant la période 1971-2000. En 2020, Météo-France publie une typologie des climats de la France métropolitaine dans laquelle la commune est exposée à un climat océanique et est dans la région climatique Côtes de la Manche orientale, caractérisée par un faible ensoleillement (1 550 h/an) ; forte humidité de l'air (plus de 20 h/jour avec humidité relative > 80 % en hiver), vents forts fréquents.
Pour la période 1971-2000, la température annuelle moyenne est de 10,4 °C, avec une amplitude thermique annuelle de 12,9 °C. Le cumul annuel moyen de précipitations est de 892 mm, avec 13,5 jours de précipitations en janvier et 8,5 jours en juillet. Pour la période 1991-2020, la température moyenne annuelle observée sur la station météorologique la plus proche, située sur la commune de Cayeux-sur-Mer à 11 km à vol d'oiseau, est de 11,4 °C et le cumul annuel moyen de précipitations est de 761,1 mm,. Pour l'avenir, les paramètres climatiques de la commune estimés pour 2050 selon différents scénarios d'émission de gaz à effet de serre sont consultables sur un site dédié publié par Météo-France en novembre 2022.

## Urbanisme

### Typologie
Au 1er janvier 2024, Béthencourt-sur-Mer est catégorisée petite ville, selon la nouvelle grille communale de densité à sept niveaux définie par l'Insee en 2022.
Elle appartient à l'unité urbaine de Béthencourt-sur-Mer, une agglomération intra-départementale regroupant quatre  communes, dont elle est ville-centre,,. Par ailleurs la commune fait partie de l'aire d'attraction de Friville-Escarbotin, dont elle est une commune du pôle principal,. Cette aire, qui regroupe 33 communes, est catégorisée dans les aires de moins de 50 000 habitants,.

### Occupation des sols
L'occupation des sols de la commune, telle qu'elle ressort de la base de données européenne d'occupation biophysique des sols Corine Land Cover (CLC), est marquée par l'importance des territoires agricoles (82,2 % en 2018), une proportion identique à celle de 1990 (82,2 %). La répartition détaillée en 2018 est la suivante : 
terres arables (59,4 %), zones urbanisées (17,8 %), prairies (17,5 %), zones agricoles hétérogènes (5,3 %). L'évolution de l'occupation des sols de la commune et de ses infrastructures peut être observée sur les différentes représentations cartographiques du territoire : la carte de Cassini (XVIIIe siècle), la carte d'état-major (1820-1866) et les cartes ou photos aériennes de l'IGN pour la période actuelle (1950 à aujourd'hui).

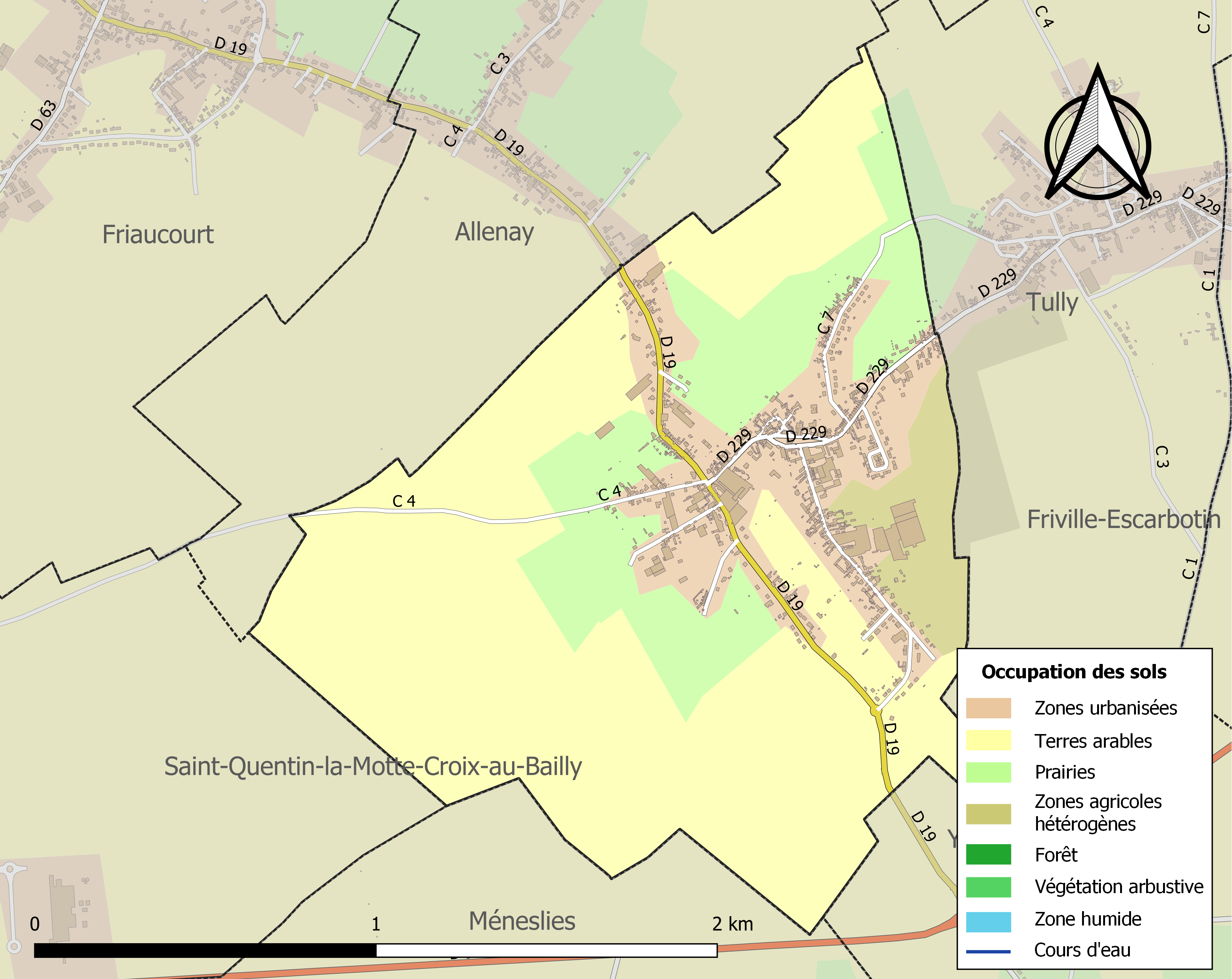
Carte des infrastructures et de l'occupation des sols de la commune en 2018 (CLC).

### Voies de communication et transports
La localité est desservie par la ligne d'autocars no 2 (Mers-les-Bains - Friville - Abbeville) du réseau Trans'80, Hauts-de-France, chaque jour de la semaine sauf le dimanche et les jours fériés.

## Toponymie
Voir Béthencourt (toponymie) et Bettenhoven (toponymie).

## Histoire

### Préhistoire
- Remonter au plus loin dans le temps nous ramène au paléolithique moyen (300 000-30 000 av. J.-C.), grâce à l'historien aultois Jean Monborgne qui explique comment une découverte d'omoplate colossale entre Ault et Onival y atteste l'existence d'un cimetière de dinosaures[20], grâce aussi à Roger Agache (voir rubrique "personnalités liées à la commune") dont les prospections dans la région d'Ault ont mis au jour une mandibule de mammouth. Mais c'est à l'homme que s'est surtout intéressé Roger Agache en ce paléolithique moyen où, vivant de chasse et de cueillette, celui-ci commence à enterrer ses morts, énonçant par ce premier rite la naissance des grandes interrogations philosophiques ou religieuses. C'est l'époque de l'outil dit "mousterien" obtenu par la méthode que les préhistoriens appellent le "débitage Levallois". De ces outils "Levallois" bien rudimentaires, Roger Agache a ramassé dans la région d'Ault environ 400 spécimens que l'on peut voir aujourd'hui dans les vitrines du musée Boucher-de-Perthes d'Abbeville. Ils sont les contemporains locaux, émouvants en cela, de la naissance de la pensée[21].
- Jacques Boucher de Perthes (1788-1868) a établi que des grands mammifères vivaient encore tout le long de la Somme au paléolithique supérieur (30 000-10 000 av. J.-C.) et que leur disparition totale, imputable à un grand refroidissement climatique, est à situer avant l'an 10 000 av. J.-C.[22]. De ces éléphants, rhinocéros, hippopotames et lions qui vécurent donc entre la Somme et la Bresle, l'homme fut le contemporain. Il s'est sédentarisé après leur extinction. Au néolithique, dans l'actuel Vimeu, à côté de la culture et de l'élevage, on façonne alors un outil plus abouti et, pour cela, on creuse des puits et tout un réseau de galeries et carrières souterraines afin d'extraire le silex à tailler et à polir qui se trouve sous la craie[23].

### Fin duIIIesiècle-Vesiècle(Antiquité tardive)
L'existence de Béthencourt remonte à cette époque dite Antiquité tardive où, vers l'an 280, les Barbares s'infiltrèrent en Gaule, saccageant, pillant, incendiant entre autres la région constituant l'actuelle Picardie. Les sols restant en friche, le gouvernement impérial romain décida de confier aux Barbares la culture des terres en même temps que la reconstruction des cours de ferme appelées "chortis" ou "curtis" (à rapprocher du latin « cohortis » et du gallo-romain « corte »). Les Barbares s'assimilent très rapidement par des unions et alliances avec les autochtones : l'historien Fustel de Coulanges évalue que l'assimilation s'est faite en seulement trois générations. La chortis nous est décrite comme un fortin de bois fait d'un mur d'enceinte et d'une demeure construite sur la hauteur d'une motte, protégée ainsi au mieux de nouvelles invasions : c'est donc aussi nécessairement un ouvrage de défense. Visible aujourd'hui depuis la cour de l'école, rue des Bost, "la Butte" de Béthencourt (voir photo) - fut elle préalablement un oppidum gaulois ? - offre une similitude frappante avec les mottes castrales qui sont en France datées de l'Antiquité tardive, ce qui induit que la Butte nous situe la Bettonis Chortis implantée par Betton, que là est la fondation de Béthencourt.
Quelques dates de l'Antiquité tardive...

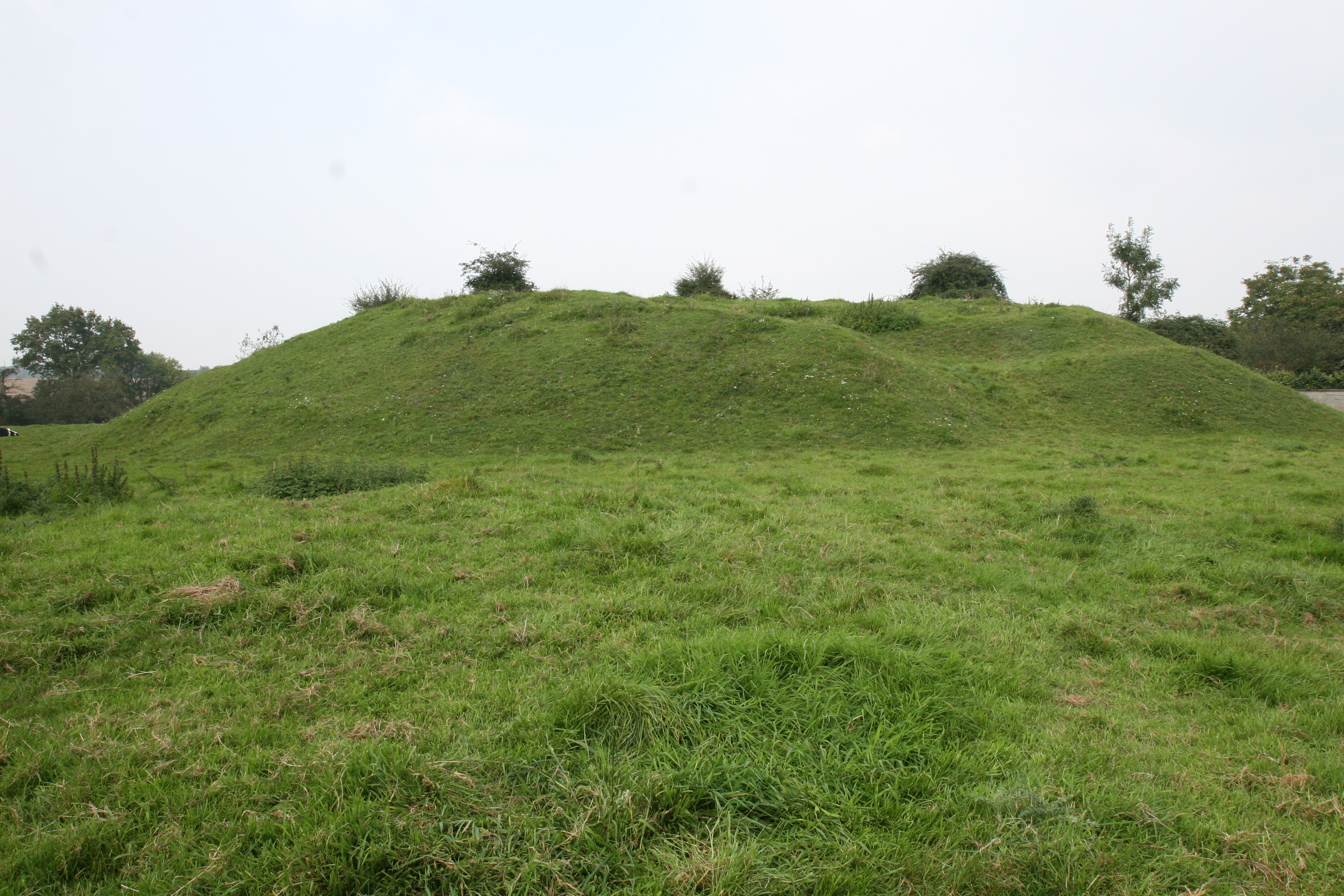
La Butte de Béthencourt-sur-Mer.

- 407 : Constantin III rompt avec Rome et s'autoproclame empereur de la Gaule avec Trèves pour capitale, déléguant le contrôle des territoires arrières à des Barbares locaux que les historiens commencent à appeler les Francs afin de les distinguer des nouveaux envahisseurs germaniques (les Francs Saliens). 407 ouvre un Ve siècle compliqué fait de trahisons, de coups d'État locaux entre souverains fantoches, d'une déstructuration totale de la Gaule qui va à son terme situer Bethonis Curtis dans le royaume de Syagrius (464-486), lequel sera à son tour défait en 486 avec la victoire du Franc Salien Clovis Ier (466-511) sur le Romain Syagrius (430-487) à la bataille de Soissons. C'est cependant de cette décomposition impériale que naissent des petites aristocraties locales (le clan issu de Betton constitua probablement l'une d'elles) qui s'institutionnalisent en potentats avec leurs coutumes et leurs lois encore orales, avec aussi leurs sièges, les forts ("castellas") qui, à l'instar de ceux de Béthencourt, Vaudricourt et Martaigneville, vont constituer entre eux des lignes de défense contre les invasions[26].
- 496 : présence de saint Edibe de Soissons, évêque de Picardie, au baptême de Clovis. Cet acte de reconnaissance situe Bethonis Curtis dans le royaume de Neustrie

### VIesiècle-Xesiècle(Haut Moyen Âge)

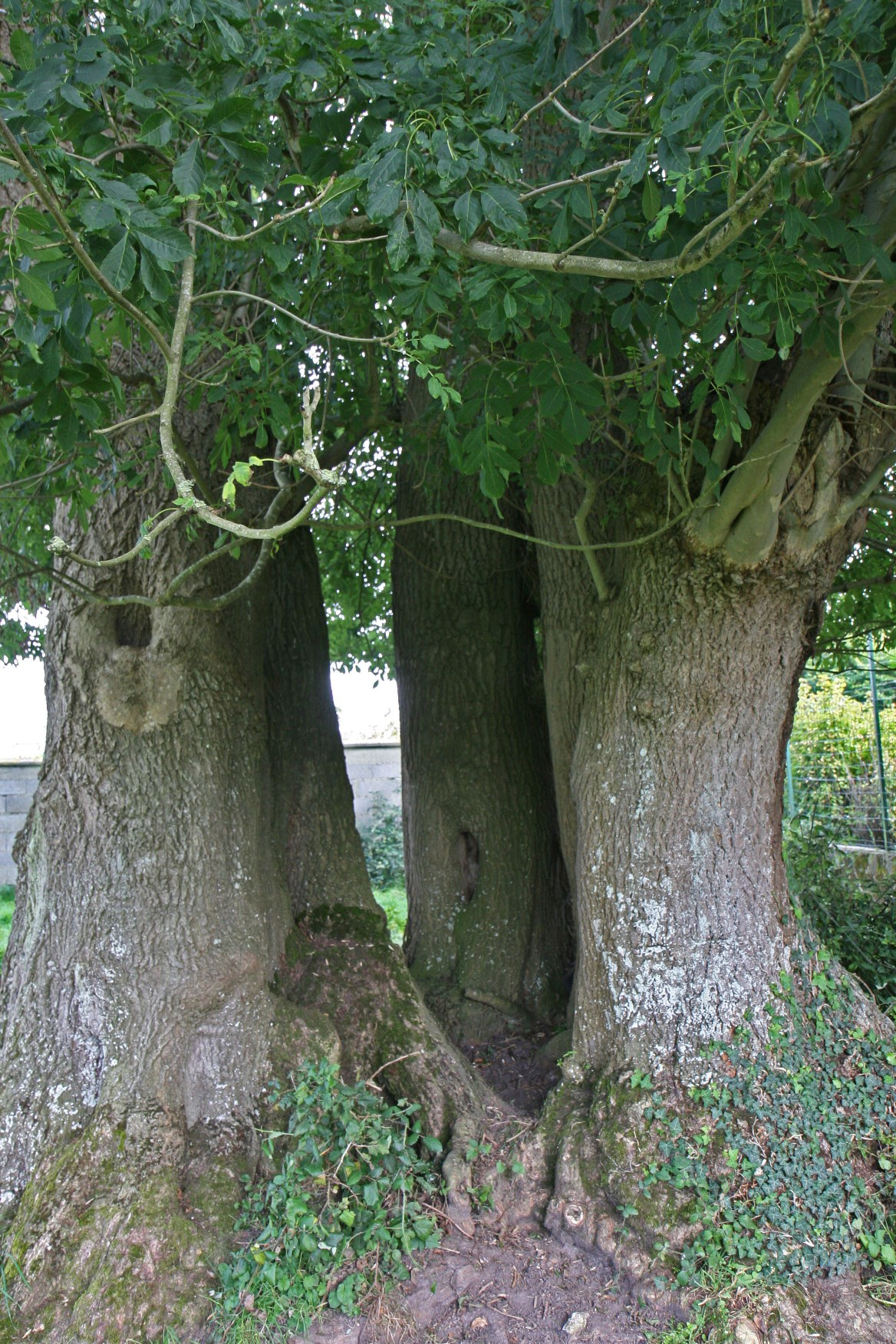
Frêne remarquable situé dans le périmètre de la Butte.

- Dans son étude sur le village de Martaigneville, Ernest Prarond en vient à évoquer l'ouvrage fortifié de défense situé à Béthencourt-sur-Mer et qui, au Haut Moyen Âge, n'est donc plus la "curtis", mais le "fort" ("castella"). La relation filiale du fort à la curtis est, constate Ernest Prarond, localement avérée par la découverte, lors de fouilles au XIXe siècle, de monnaies romaines. L'historien indique que les trois forts situés à Martaigneville, Vaudricourt et Béthencourt avaient pour destination de protéger "une ville qui existait sur les bords de la mer à Onival et que la tradition du pays appelait la Ville des Valançons".
- La terre de Leucone, située dans le Vimeu à l'embouchure de la Somme, forme, au tout début du VIIe siècle, cette part de la Neustrie où des Francs Saliens sédentarisés et à leur tour assimilés ont fondé d'importants établissements et où des Grecs sont venus de Marseille pour établir un comptoir de commerce avec la Grande-Bretagne dans un premier temps, vers la Mer du Nord ensuite : le regard contemporain a pu observer un Vimeu cosmopolite. Sous le roi Franc Salien de Neustrie Clotaire II (584-629), arrière-petit-fils de Clovis Ier, Béthencourt se situe ainsi, au cœur du triangle Leucone-Ault-Gamaches, dans un plein contexte de décollage économique : "des habitations se mettent à couronner les falaises et les rochers qui bordent l'océan ; de vastes plaines entourées de forêts produisent en abondance des moissons et des fruits" se réjouit l'hagiographie du diocèse d'Amiens qui salue l'exode rural vers le Vimeu, l'attribuant cependant aussi à la présence charismatique de Valery (565-622) et de Vadolein (que Dom Grenier dit natif du Vimeu), deux moines anachorètes envoyés en 612 sur la terre de Leucone et le "Vimacensis pagus" (pays du Vimeu) par Clotaire II pour les christianiser entièrement. Les actions attribuées à Valery contre le druidisme celtique toujours pratiqué, ses exorcismes, ses prophéties, ses édifiants miracles locaux (la résurrection de Gamaches, la guérison de Méneslies)[27] et l'adhésion de l'évêque d'Amiens saint Berchond (? - 627) à la fondation de l'abbaye (614) participent ainsi des racines d'un centre "sur la mer", "sur-mer", à la fois économique (le futur Vimeu de l'agriculture, du tissage et de la serrurerie) et religieux (Leucone prendra au Xe siècle le nom de Saint-Valery)[28].

Quelques dates au Haut Moyen Âge...
- 614 : Berchond d'Amiens participe au concile de Paris qui, convoqué par Clotaire II, aboutit à l'édit du 18 octobre 614 relatif à l'unification et à la pacification du royaume. Accompagnant donc en totale simultanéité celle du royaume des Francs, la fondation de l'abbaye des moines Valery et Vadolein, nouvelle juridiction spirituelle qui va exercer son pouvoir à Béthencourt, s'inscrit directement dans la visée de cet édit. Le 18 octobre 614, Béthencourt-sur-Mer, n'est plus à dire "situé en Neustrie" : c'est un village "franc".
- 623 : première invasion des "pirates scandinaves" (les Vikings) dans le Vimeu.
- 843 : le traité de Verdun situe Béthencourt-sur-Mer en Francie occidentale avec pour roi Charles II le Chauve (823-877). On y pratique la langue romane dite "rustique" (mère du français) donnée en 813 comme substitution au latin par le concile de Tours. En 864, de l'édit de Pîtres naîtra l'usage de la nouvelle monnaie.
- 847 : le capitulaire de Meersen institue la féodalité: "tout homme libre a à se choisir un autre seigneur". Naissance donc de la seigneurie (héritière de la curtis) de Béthencourt-sur-Mer. On trouve dans sa plus ancienne appellation connue une étonnante variante de Béthencourt: "Fief de Bettonval, tenu de la châtellenie d'Ault, mouvant du Roi à cause de son bailliage d'Amiens", désignation (le mot "val" fait référence à la dénivellation de trente mètres relevable entre le "Val de Betton" et la voie royale, actuelle D 925) que l'historien Georges Devisme situe toutefois, bien postérieure à 847, comme contemporaine du règne de Hugues Capet (987-996)[29].
- 881 : la bataille de Saucourt-en-Vimeu, opposant une armée de 20 000 francs campés à Franleu aux Vikings campés à Friaucourt, se déroule donc en réalité sur un territoire élargi impliquant Béthencourt[30]. La victoire du roi Louis III (860-882) sur les Vikings (dont 9 000 périssent) met fin provisoirement à une longue période (grands incendies de Saint-Valery en 859 et 861) d'invasions et de grande peur.
- 923 : incursion de Rollon le Viking sur un territoire allant de Saint-Valery à Eu[31].
- 981 : année de grande sécheresse à Béthencourt.

### XIesiècle-XVesiècle

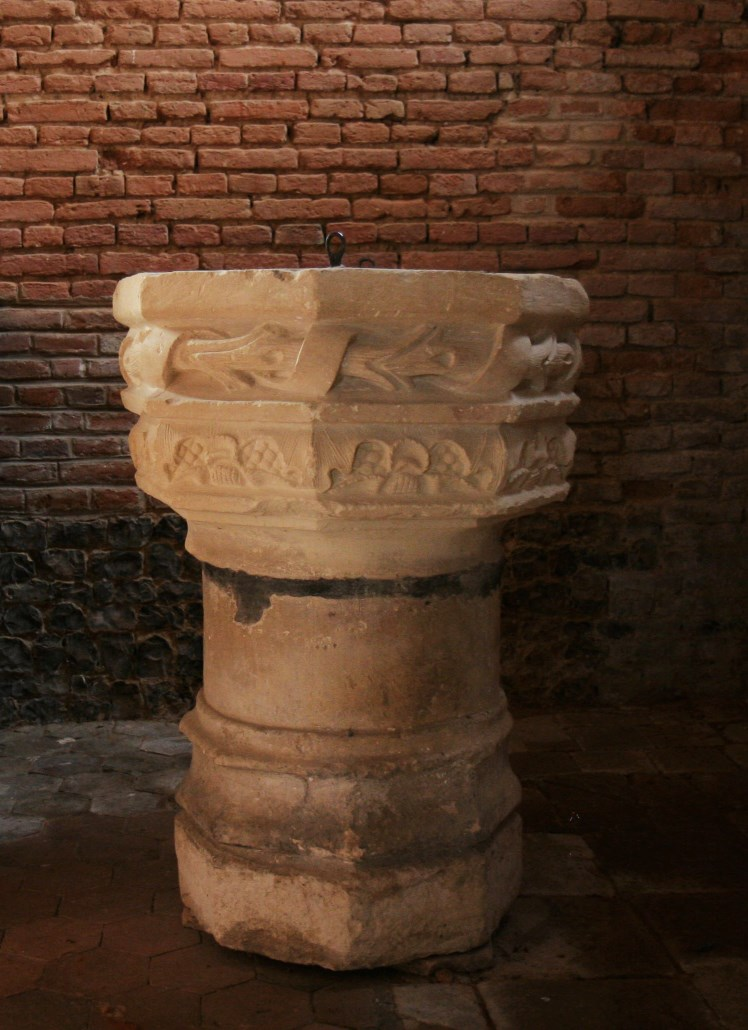
Les fonts baptismaux (XIIIe siècle).

Le Moyen Âge est l'époque pour laquelle René de Belleval (1837-1900), avec le Nobiliaire de Ponthieu et de Vimeu, s'est efforcé de mettre en lumière les généalogies et les faits par une herméneutique des chartes. Nous savons de la sorte qu'en 1213 la seigneurie de Béthencourt est entre les mains d'Eustache de Nouvion et de Béthencourt. Le nom de Bertrand de Nouvion (père d'Eustache, issu la Maison de Nouvion-en-Ponthieu connue depuis 1110) apparaît comme témoin dans un grand nombre de chartes entre 1160 et 1195. Eustache, restitue une charte d'avril 1219, fut lui-même bienfaiteur de l'abbaye du Gard. On sait aussi qu'il possédait des terres à Picquigny puisqu'en juin 1223 il "sert un aveu" au seigneur de Picquigny (c'est-à-dire qu'il s'en reconnaît localement le vassal). Eustache épousa Marie (son seul prénom reste connu aujourd'hui) dont il eut sept enfants, les deux premiers étant Henri et Hugues. C'est donc l'aîné, Henri, qui succéda logiquement à Eustache en qualité de seigneur de Nouvion et de Béthencourt. Dans une charte de l'abbaye de Saint-Josse (Pas-de-Calais) en 1231, Henri désigne son frère Hugues comme héritier présomptif du fait qu'il n'a pas encore d'enfants. Il aura pourtant après 1231 trois fils et son nom apparaîtra une dernière fois dans une charte de 1270. Étant contemporain de Saint Louis, Henri l'est donc aussi de la création d'un impôt, la gabelle qui restera liée pendant plus de cinq siècles à l'histoire de Béthencourt.
Quelques dates entre le XIe et le XVe siècle...
- Vers 1114 : saint Geoffroy Ier (1066-8 novembre 1115), évêque d'Amiens de 1104 à 1115, effectue sa visite épiscopale dans le Vimeu où les prêtres lui offrent à bénir leurs calices et leurs ornements d'autel. La bénédiction n'est nullement anodine : elle constitue un acte de juridiction consacrant la pleine compétence spirituelle de Geoffroy sur les paroisses (dont Béthencourt) au détriment de Lambert, père abbé de Saint-Valery, ainsi défié, qui s'interpose. L'incident remonte jusqu'à l'archevêque de Reims qui le met à l'ordre du jour du concile de Reims de mars 1115. Lambert, convoqué, y produit une bulle attestant d'une exemption de juridiction épiscopale en sa faveur, vite reconnue comme faux grossier. Vaincu au concile, il en appellera cependant au Saint-Siège. L'affaire ne se conclura en faveur de l'évêché qu'en 1664[32].
- 1214 : le dimanche 27 juillet, Thomas de Saint-Valery (1170-1214) prend une part active à la bataille de Bouvines avec ses 50 chevaliers et ses 2 000 fantassins dont bon nombre, estime Georges Devisme, venant de la région d'Ault. Leur fait de bravoure, dit Georges Devisme, y fut d'y avoir délivré de l'ennemi le bras droit de Philippe Auguste, la "fleur des chevaliers" Guillaume des Barres (?-1234)[33]. Ce fait est confirmé par Georges Duby qui relève toutefois dans la Philippide, biographie apologétique de Philippe Auguste écrite par Guillaume Le Breton (vers 1165-1226), un second fait assorti de merveilleux : "une troupe de 700 Brabançons protégeait (le traître) Renaud de Dammartin. Le roi de France les fait liquider par Thomas de Saint-Valery, ses 50 cavaliers et ses 2 000 piétons, sans aucun dommage : un seul justicier manque à l'appel ; on le croit mort, il guérit. C'est un miracle[34]," et c'est en reconnaissance de ce miracle, ajoute Georges Duby, que Philippe Auguste commua l'exécution de Renaud en emprisonnement à vie.
- 1257 : André de Béthencourt fait une renonciation de terres à Friville en faveur de l'abbaye Notre-Dame de Séry.
- 1315 : grande famine dont la durée est incertaine (entre deux et sept ans).
- 1337 : début de la guerre de Cent Ans. Le "seigneur de Béthencourt, fieffé de la prévôté de Vimeu", est convoqué pour la guerre.
- Fin 1348 ou début 1349 : arrivée de la peste noire dans le Vimeu.
- 1353 : dans les lettres patentes du 24 avril, le roi Jean II le Bon, dont les caisses sont vides, demande au Vimeu, au titre de l'effort de guerre, une imposition supplémentaire de 6 deniers par livre (+2,5 %) que le bailliage d'Amiens lui accorde le 10 juin[35].
- 1354 : venant d'Abbeville, Robert de la Chapelle est nommé curé de Béthencourt-sur-Mer.
- 1360 : le traité de Brétigny suit la défaite du roi Jean II le Bon à Poitiers. Dans les lettres patentes du 12 avril 1361, Jean II enjoint « aux habitants de Saint-Valery et des autres villes et châteaux de tout le pays et du comté de Ponthieu d'obéir au roi d'Angleterre auquel ce comté est cédé ». Ainsi, Béthencourt passe sous le joug anglais jusqu'à ce qu'en 1369 ou 1370 Bertrand du Guesclin (1320-1380) reprenne pas à pas, château après château, tous les territoires perdus en 1360[36].
- 1495 : apparition du premier nom connu de la lignée des Le Blond (originaire du Marquenterre) à Béthencourt-sur-Mer avec "Sire A. Le Blond détenant un fief sis au dit lieu Saint-Firmin de Béthencourt". Aux états du Ponthieu de 1495, A. Le Blond présente les cahiers de la "coutume du Marquenterre" en qualité de maïeur du Marquenterre. À la quatrième génération de ses descendants, un siècle après lui, nous trouverons plus loin "Noble homme Hector Le Blond, Seigneur de Béthencourt".

### XVIesiècle

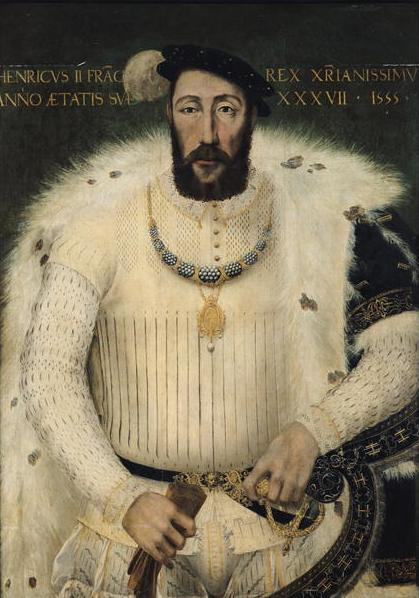
Henri II (roi de France)

Le sel alimentaire est taxé depuis le XIIIe siècle par l'un des impôts les plus impopulaires de l'Histoire de France, la gabelle : le sel est en effet une valeur au même titre que l'or et l'argent parce que de première nécessité pour la conservation du poisson, de la viande, du beurre et du fromage. Les rois de France depuis Louis IX au XIIIe siècle jusqu'à Henri II au XVIe siècle, ont toujours accordé aux villages d'Ault et de Béthencourt-sur-mer, parce que tous deux sont situés aux extrémités du royaume faisant frontière avec l'ancien ennemi anglais, parce que tous deux ne vivent encore que de pêche et d'élevage (ils dépendent du grenier à sel de Mers), un "droit de franc-saler", c'est-à-dire une franchise de gabelle. Si la gabelle a des effets pervers (pauvreté, famine, jacqueries), son exemption en a aussi : exodes ruraux vers les villages ayant droit de franc-saler, enlèvements excessifs au grenier à sel, surstockages clandestins et pénuries, reventes illicites, contrebande (les "faux-saulniers") et spéculation. Des irrégularités de marché (elles sont passibles des galères) sont, en 1549, ainsi constatées à Béthencourt et remontées du grenier à sel de Mers jusqu'à celui d'Amiens, puis jusqu'au général chargé des finances du royaume. Les litiges liés au sel et au grenier à sel relèvent au XVIe Siècle de "cas royaux", c'est-à-dire directement de la seule souveraineté royale. La question est hautement sensible, voire périlleuse: la gabelle a provoqué entre 1548 et août 1549 en Angoumois et Saintonge des émeutes et révoltes embrasant finalement toute l'Aquitaine avec une violence telle que Henri II préféra la répression à la magnanimité. Les habitants d'Ault et de Béthencourt-sur-Mer ne voient pas d'autre recours que de se faire humbles et d'adresser ensemble une supplique au roi Henri II pour le maintien du franc-saler. Le roi Henri II leur répond dans son arrêt du 3 octobre 1549, leur confirmant la franchise en "considération de leur grande fidélité et obéissance", mais ajoutant de sérieuses mises-en-garde contre toute pratique irrégulière de revente, interdisant le moindre stockage et donnant des pouvoirs de contrôle illimités sur ce point à ses justiciers et officiers, les "gabelous" qui prendront le surnom de "chevaucheurs de sel". On va voir ceux-ci augmenter fortement en effectifs, payés par le fermier du grenier à sel qui va se rembourser en augmentant le prix de la denrée. À compter de 1549, le sel excédentaire non utilisé à Béthencourt sera ainsi à retourner au grenier à sel de Mers et les gabelous vont sillonner les villages de jour comme de nuit pour s'en assurer, pénétrant dans les maisons pour perquisitions impromptues, fouillant, calculant de façon tracassière la cohérence des achats en sel en fonction de la consommation familiale de poisson, arrêtant les suspects. Ce joug policier va s'inscrire dans la longue durée : 240 années plus tard, en 1789 (voir ci-dessous), la gabelle figurera toujours à Béthencourt en tête des sujets de plainte.
Quelques dates au XVIe siècle...

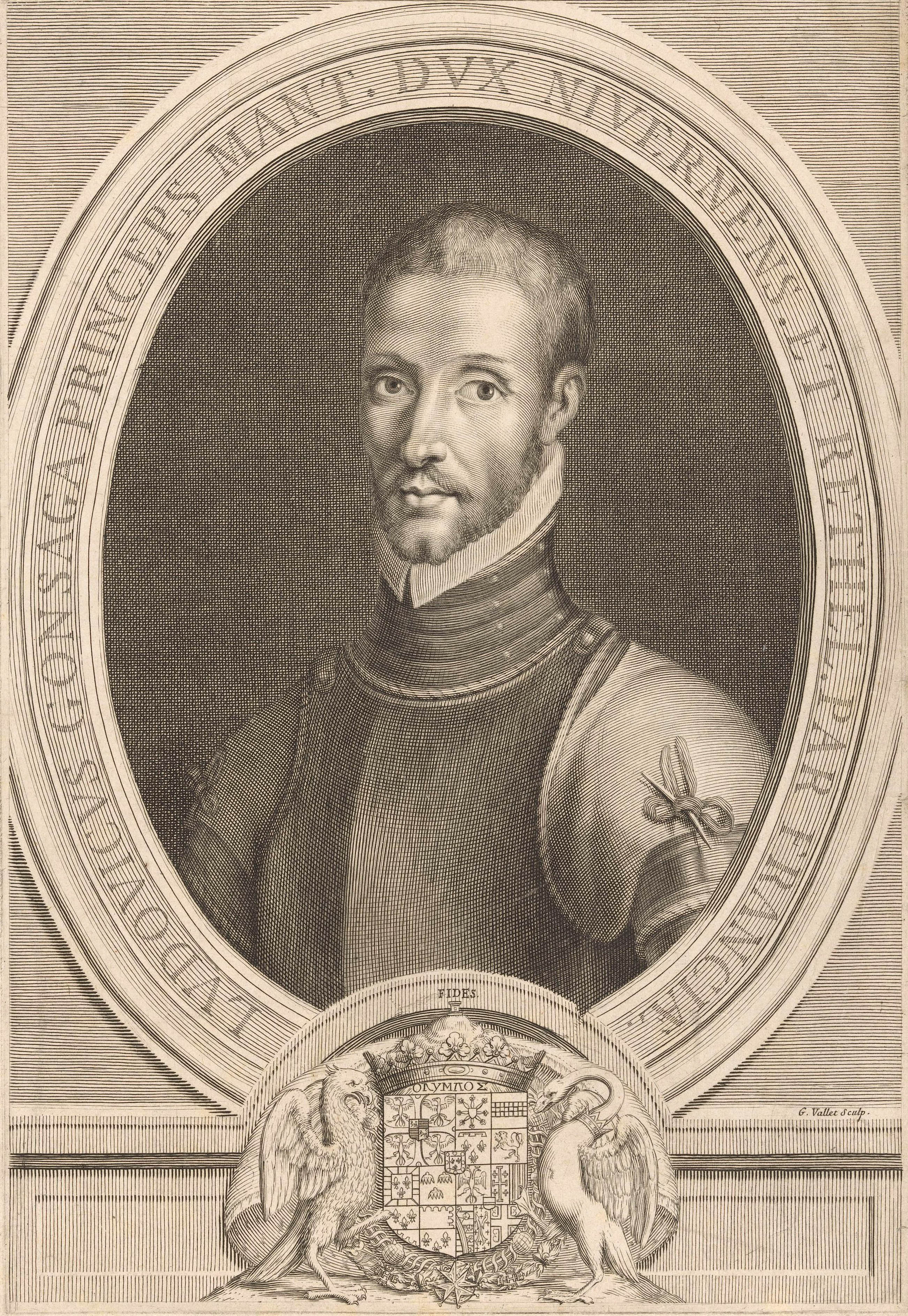
Louis IV de Nevers

- 1500 : la seigneurie de Béthencourt, « mouvante de » (tenue de) la châtellenie de Saint-Valery, consiste en « un château bien bâti (à ne pas confondre avec le fort qui était situé côté nord derrière la "mare des canaux", il était situé entre les no 2 et 10 de l'actuelle rue de l'église) avec cour, maison de ferme, chapelle, herbages et jardins, le tout contenant neuf journaux, quatre journaux de bois et deux-cents journaux de terres labourables mouvant du roi à cause de son bailliage d'Amiens ». Le seigneur de Béthencourt, qui est "fondateur et bienfaiteur de l'église et nomme à la cure" est pour 35 années l'Abbevillois Lancelot de Bacouel, époux de Jeanne de Blondel dont il a deux enfants, Philippe et Marie (laquelle épousera en 1519 Louis Roussel, Seigneur de Miannay). Maïeur d'Abbeville en 1524, 1528 et 1533, Lancelot est cité parmi les bienfaiteurs de l'église Saint-Wulfran par le médiéviste René de Belleval qui indique dans son Nobiliaire de Ponthieu et de Vimeu que les armes du seigneur de Béthencourt en ornent une fenêtre : "d'or à trois ancolies d'azur". Lancelot mourut échevin d'Abbeville en 1535.
- 1562 : Louis IV de Nevers (1539-1595) épouse le 4 mars Henriette de Clèves (1542-1601). Fils de Marguerite Paléologue (marraine du roi Henri III[41]), connu aussi sous le nom de Ludovic de Gonzague, il reçoit de la Maison de Clèves, par ce mariage, le titre de seigneur de Béthencourt, de Cayeux, de Saint-Valery-sur-Somme et de Bouillancourt-en-Séry. Dans un monde seigneurial constitué d'indisciplinés, on met en exergue sa grande catholicité (l'examen de conscience qu'il composa pour lui-même fut édité en livre de piété) et l'on vante à la cour comme "fait exceptionnel sa rigueur (il vendit une part de ses forêts pour assainir un endettement des Clèves de 600 000 livres qu'Henriette lui apporta aussi en guise de dot) qui le fait payer exactement ses serviteurs, mais ne tolérant aucun désordre[42]", traits de caractère se reflétant assez justement dans le testament qu'il laissera pour Béthencourt (voir XVIIIe siècle ci-dessous).
- 1585-1598 : huitième guerre de religion. On se bat à Béthencourt où, au cœur d'une région stratégique de par son ouverture littorale vers l'Angleterre, on est avec Louis IV de Nevers nettement du côté du roi[43] bien que le seigneur de Béthencourt fût le beau-frère de Henri Ier de Guise assassiné à Blois en 1588 et qu'il eût un temps de mauvaises relations avec Henri III dont il critiqua en public la diplomatie et l'entourage de mignons (« Le roi porte de nouveau des pendants d'oreille », savait-il s'esclaffer avec autant de liberté que de déplaisir[44]) : la Ligue catholique lui apparaissait malgré cela comme une « transgression redoutable des autorités et des hiérarchies qui fondaient son propre pouvoir comme celui du roi[45] ».
- 1587 : en avril, Henri III confie à Louis IV de Nevers le gouvernement de la province de Picardie. Le seigneur de Béthencourt se fait de la sorte un grand ennemi en la personne de Charles Ier d'Aumale (1555-1631) qui convoitait ce poste et qui, ainsi humilié, va prendre possession pour la Ligue catholique du Crotoy, de Pont-Rémy et de Doullens[46].
- 1589 : année donnée par l'abbé Rançon comme celle où, menée par Charles Ier d'Aumale, la Ligue catholique (stimulée par la mort de Henri III et renforcée dans le Vimeu par le ralliement d'Abbeville le 25 juin 1588) s'empare des seigneuries de Louis IV de Nevers et rase le fort de Béthencourt-sur-Mer.

### XVIIesiècle
- Un trafic incessant est inhérent aux ports de Saint-Valery-sur-Somme et d'Ault qui, explique Jean Edouard Riche, sont depuis Guillaume le Conquérant en 1066 préférés à l'embouchure de la Seine réputée bien plus dangereuse chez les commandants anglais, suédois, hollandais ou hambourgeois. De grands marins d'origine locale ont participé de cette expansion d'activité, depuis l'amiral de France Hugues Quiéret au XIVe siècle (originaire de Tours-en-Vimeu) jusqu'à Nicolas Fache au XVIIe siècle (originaire de Méneslies). L'artisanat du tissage, mais aussi celui du cordage, que soutiennent tant la construction navale que les relations commerciales avec l'Espagne, l'Angleterre et la Hollande, occupent donc déjà au XVIIe siècle à Béthencourt-sur-Mer un nombre important de cordiers et de tisserands. Si l'abbé Rançon cite les noms du cordier Claude Delenclos et des tisserands Mathieu Leclercq, Joachim Delenclos, Louis Haudiquer, Jacques Doinel, Jean Dehédin et Étienne Andrieu, il n'en recense pas moins des métiers dérivés avec un mercier, Pierre Lavacquerie, et deux tailleurs, François et Gilles Hurtel.

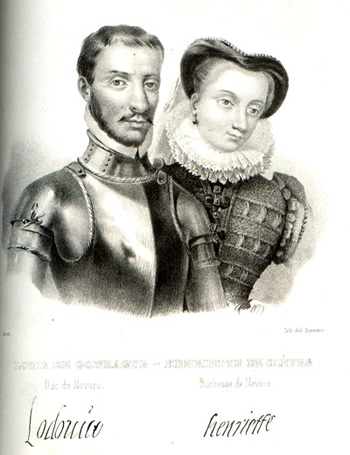
Louis IV et Henriette de Nevers

- Soucieux de pérenniser un ordre moral chez les jeunes filles mariables de Béthencourt, Louis IV de Nevers et son épouse Henriette ont laissé dans leur testament ouvert après 1601 une disposition visant à y exalter durablement la vertu : un revenu à perpétuité est ainsi légué à la paroisse Saint-Étienne pour, selon une procédure que le testament codifie avec précision, « aider le mariage des pauvres filles » en les dotant de 50 livres. Le document définit la « pauvre fille » : elle se doit d'être « née à Béthencourt-sur-Mer, d'avoir au moins 16 ans, d'être de biens (c'est-à-dire de bonne conduite et honnête), catholique et nécessiteuse ». Sa désignation se fait chaque année par vote au sein de la paroisse « le dimanche de Pâques fleuries », d'où le titre resté à l'élue : la Rosière. Colette Leclercq en 1650, Colette Simon en 1651 et Michelle Delenclos en 1654 furent par exemple estimées suffisamment vertueuses dans Béthencourt pour y être plébiscitées Rosières et, solennellement accueillies à cet effet aux portes de l'église "le mardi de Pâques fleuries" par l'abbé Ambroise Sonnet, recevoir la dot provisionnée pour elles un demi-siècle plus tôt. C'est Antoinette Bourgeois qui fut la moins honnête : on apprit, après l'avoir élue Rosière en 1653, qu'elle était déjà mariée. Mièvres, paternalistes et antiféministes dans leur lecture d'aujourd'hui, ces dispositions testamentaires relèvent pourtant, resituées dans le cadre de la huitième guerre de religion où elles furent pensées et consignées, d'une intention sincère de Louis et Henriette de contribuer à leur mesure, au-delà du souci de leur propre postérité et du salut de leurs âmes, à la quiétude des foyers du XVIIe siècle en cette part sensible du royaume où Abbeville fut ligueuse et Oisemont protestante. Parce que Henri IV n'était catholique que par conversion, le Seigneur de Béthencourt n'aimait pas plus ce Roi qu'il n'aima son prédécesseur ; il se rallia pourtant raisonnablement aux deux (il fut "le premier de leurs défenseurs de qualité", estime Gaston Dodu[47]; il leur fut « un conseiller utile », ajoute Georges Bordonove[48], "d'une grande conscience et d'une parfaite rectitude" selon Pierre Chevallier[49]) car la « vraie religion » qu'ils incarnaient était pour lui la seule voie possible vers l'unité tranquille dans un royaume meurtri par treize années d'une guerre au cœur de laquelle Béthencourt-sur-Mer fut plongé. Le testament était, dans la conviction profonde de Louis et Henriette, leur soutien à un XVIIe siècle qu'ils voulaient être, plus que celui d'une désuète charité posthume, plus que celui des vertueuses rosières, celui du renouveau, du bonheur et de l'unité retrouvés.
- D'autres ennemis viendront pourtant, de l'extérieur cette fois, contester cette perspective idéale. En 1658 ou 1659, un major du régiment de Belle-Brune nommé Balthazar de Méalet de Fargues, ayant été acteur de la Fronde et agissant pour le compte du roi Philippe IV d'Espagne, fait déferler ses troupes sur le Vimeu et brûle Saint-Blimont. Le major sera condamné à mort et pendu à Abbeville, en 1663 selon Léon Gaudefroy, en 1665 ou 1666 selon Micheline Agache-Lecat[50] et un ancien article du "Journal de Paris"[51]. La longue période qui suivit la mauvaise action espagnole fut, malgré le traité des Pyrénées, celle de la grande peur dans tout le Vimeu : de là y resta (jusqu'au XXe Siècle, seul le nom de l'ennemi changeant) une expression coutumière qu'en fin de repas les rosières de Béthencourt-sur-Mer durent prononcer elles aussi : "encore un dîner que les Espagnols n'auront pas"[52].

Quelques dates au XVIIe siècle... :
- Vers 1600 : Hector le Blond est Seigneur de Béthencourt. Il épouse en premières noces Isabeau Le Messier, puis, après le décès de celle-ci, il épousera Catherine Le Charpentier. Avocat en la sénéchaussée de Ponthieu vers 1580, il est échevin d'Abbeville en 1603 et 1604, maïeur d'Abbeville en 1609. Il est inhumé avec Catherine Le Charpentier en l'église Saint-Gilles d'Abbeville.
- 1630 : Claude Ier Le Blond devient seigneur de Béthencourt. Il est le fils aîné d'Hector Le Blond et d'Isabeau Le Messier. Conseiller du roi, il fut lieutenant général au bailliage d'Abbeville (trésor général du royaume) dès 1609. Sa femme, née Marguerite Belle, fille du "bourgeois et marchand" d'Abbeville Simon Belle, lui donna huit enfants et c'est par son testament du 29 avril 1650 que Claude Ier lègue la seigneurie de Béthencourt au troisième d'entre eux, Claude II. Claude Ier Le Blond et Marguerite Belle sont inhumés en l'église Saint-Gilles d'Abbeville.
- 1637-1651 : Guillaume des Landes (?-1667) est curé de Tully desservant Béthencourt. Il dut renoncer à son sacerdoce en 1651 parce que devenu paralytique. Il fut inhumé dans l'église de Tully le 6 août 1667.
- 1651-1672 : Ambroise Sonnet est curé de Tully desservant Béthencourt
- 1653 : François Ier Faure (1612-1687) est nommé évêque d'Amiens et entre immédiatement en conflit avec Jean Bentivoglio, père abbé des bénédictins de Saint-Valery de 1628 à 1694, qui refuse de reconnaître sa juridiction spirituelle (voir ci-dessus année 1114). Le conflit ne se conclura que le 5 février 1664 avec un arrêt du Parlement en faveur de l'évêque, à qui ira donc la compétence de juridiction spirituelle sur Tully et sa succursale, Béthencourt-sur-Mer[53].
- 1660 : Claude II Le Blond devient seigneur de Béthencourt. Il avait épousé le 15 juillet 1640 Marguerite Maucquois, fille du Seigneur d'Heudelimont Charles Maucquois, dont il eut quatre enfants.
- 1672 : François Le Boucher (1622-1686) qui fut clerc de Béthencourt puis vicaire de Saint-Valery-sur-Somme devient curé de Tully desservant Béthencourt-sur-Mer. À sa mort le 12 juillet 1686, il est inhumé dans le chœur de l'église de Tully.
- 1686 : à la suite d'un procès opposant Claude II Le Blond au père abbé Jean Bentivoglio, Béthencourt, dont l'église était jusque-là « secours » (ou, comme dit encore, « succursale » c'est-à-dire annexe) de celle de Tully, est érigé en paroisse, et apparaît ainsi dans le pouillé (registre ecclésiastique) de 1686. Adrien de Saint-Germain (1656-1710) est installé curé de Béthencourt. Il le restera 24 ans, jusqu'à sa mort le 18 juillet 1710 où il sera inhumé dans le chœur de l'église de Béthencourt.
- 1690 : Claude III Le Blond devient Seigneur de Béthencourt. Troisième des quatre enfants de Claude II, il est officier d'infanterie et a épousé Elisabeth de Nacart. De ce mariage sont nés deux enfants, Elisabeth Charlotte et Claude IV qui est mort sans postérité en 1680.
- 1693-1694 : une épidémie de typhus fait 60 morts à Béthencourt-sur-Mer.

### XVIIIesiècle
- Si les artisans sont nombreux à Béthencourt-sur-Mer au tout début du XVIIIe siècle, tous appartiennent encore à l'agriculture (les laboureurs Paul Petit, Pierre Grandsire, Mathieu Delattre, Étienne Fournier) et au tissage (Étienne Lartisien, Pierre Dumont, Charles Leclerc, Étienne Haudiquer, Étienne Delenclos, Nicolas Bouté, François Delabie, Jacques Sifflet). Béthencourt-sur-Mer a alors ses puits qui sont normés à 75 mètres de profondeur, son jeu de paume (il a disparu tout en laissant dans notre parler actuel des expressions quotidiennes), son moulin (la naissance de la carte postale arrivera à temps pour en faire mémoire), le meunier étant Pierre Coulliet (1703), puis François Lottin (1709), ainsi que ses « petits métiers » : le charron, le garçon cloutier, le galochier, le cordonnier et le couvreur de chaume. En 1708, Béthencourt a son chirurgien qui est Jacques de Saint-Germain. Plus qu'un métier, la qualité de sage-femme, confiée généralement à une veuve (comme Jeanne Adam jusqu'en 1717 et Marie-Françoise Duputel entre 1736 et 1746, "le veuvage étant l'état idéal de celles qui, ayant accompli leur devoir envers leur famille en assurant leur descendance, se trouvent dans une situation spirituelle meilleure qu'auparavant[54]"), s'apparente à un sacerdoce où l'entrée en fonction s'accompagne, en prévention des "mauvaises œuvres" ("Malleus Maleficarum"), d'un serment au rituel précis que l'abbé Jacques Halingre consigne dans le registre paroissial : « le 9 novembre 1746 s'est présentée à nous Marguerite Fricourt, âgée d'environ 50 ans, veuve de feu Jean Caron, pour être reçue en qualité de sage-femme de ce lieu et après l'avoir interrogée et lui avoir fait faire sa profession de foi et s'être obligé de s'acquitter de cette profession avec le plus de soin et de précaution qu'il lui sera possible, nous avons reçu la dite Fricourt en cette qualité après qu'elle eut prêté serment sur le Saint Evangile ».
- Le premier serrurier identifié à Béthencourt-sur-Mer s'appelle Martin Haudiquer, exerçant cette profession en 1709. Selon Jean Edouard Riche dans son livre Une région en France, le Vimeu industriel, « les années passant, la serrurerie prend de plus en plus de place, passionne, cet art nouveau s'anoblissant même avec Louis XVI, et dès 1780 l'on dénombrera 48 ateliers qui, à Béthencourt-sur-Mer, fabriquent des cassettes, boutons, crampons, coffres et boucles dites à cuisses de grenouilles ». L'abbé Alfred Rançon en cite quelques noms : Vincent Le Conte en 1717, Michel Flament en 1733, puis après 1736 : Saint Germain, Parodé, Desgardin, Bost, Leclerc, Tellier, Varlet, Delenclos, Petit, Lecat, Derambure, Hurtel, Maquennehen, Caillet et Maubert.
- Cet état des lieux n'est cependant florissant qu'en surface, deux documents restituant à l'encontre un Béthencourt ("une sombre agglomération de pauvres masures en chaume, offrant de loin l'aspect d'un bois touffu" évoquera Michel Alfred Bignard[55]) où la vie traîne son cortège de noirceurs et de fléaux ; ce sont la lettre fort plaintive écrite le 5 avril 1788 par François-Edme Lemot (curé de Béthencourt-sur-Mer de 1780 à 1791) au Bureau intermédiaire du département de Neufchatel et Eu d'une part, le cahier de doléances de 1789 d'autre part. Au soir d'un XVIIIe siècle dont les grands repères sont les mauvaises récoltes et les épidémies, le cimetière du village, que l'on commence à souhaiter déplacer, saturé qu'il est de trop de défunts qu'il faut maintenant exhumer pour y enterrer les siens, est toujours situé devant l'église, plaçant le monde des morts au centre du monde du vivant, comme pour lui rappeler sans cesse qu'il n'est jamais, selon le mot postérieur de Martin Heidegger, que cet « être-vers-la-mort » dont l'espérance de vie est encore inférieure à 35 ans. Dans les deux documents, Béthencourt décline ses maux et désigne ses coupables : ce sont d'abord les « gabelous » qui n'ont cessé d'accroître leur zèle depuis que l'arrêt de Henri II, sous couvert de maintenir le droit de franc-saler, n'a fait qu'en restreindre la libéralité. De sorte de freiner l'exode rural, la franchise de gabelle n'est maintenant plus octroyée aux nouveaux habitants, ce qui crée un climat délétère de discriminations où se constituent les clans, cela surtout sur un fond de misère et d'intransigeance: les gabelous vont ainsi jusqu'à mettre en prison des habitants de Béthencourt surpris à Ault puisant de l'eau de mer pour saler leur soupe. Mais il n'y a pas que la gabelle : la dîme perçue à Béthencourt par les bénédictins de Saint-Valery (1 200 livres par année) est elle aussi insupportable. Aucun des devoirs en faveur de la paroisse de Béthencourt auxquels les religieux se sont en retour contractuellement engagés en 1730 n'est honoré par eux, rentiers indifférents qu'ils sont tant à l'entretien de l'église qu'au secours des humbles. Le dernier coupable est le seigneur de Béthencourt en personne, lequel n'y vient, au demeurant fort rarement puisque son droit de franc-fief semble l'exempter des devoirs essentiels, que pour s'enquérir du maintien de ses chers arbres. La passion de François Guilain pour l'arboriculture s'exerce dans les rues de village qui, peuplées d'enfants mendiants, sont aussi toutes bordées d'arbres démesurés défaisant la voirie, empêchant le passage des charrues, assombrissant toutes les maisons, les écrasant même parfois sans aucun dédommagement de l'indifférent et lointain seigneur : il serait temps, dit-on, que François Guilain soit lui-même enfin assujetti au troisième impôt, la taille, et que les deux soldats fournis chaque année par Béthencourt pour les travaux des grandes routes du royaume (au titre de la corvée royale) soient plutôt affectés au village pour l'entretien de ses propres rues. On le voit, l'accusé n'est donc pas le Roi : les 29 rédacteurs du cahier de doléances assurent même Louis XVI qu'ils l'aiment et ils lui souhaitent une longue vie. Mais ils lui demandent de s'impliquer urgemment dans leur village, de se préoccuper personnellement de leur condition, de leur sel, de leur église et de leurs rues. Louis XVI ne les lira pas : il remettra les cahiers de doléances aux députés chargés d'en faire la synthèse, mais qui s'emploieront très vite à une autre tâche que les habitants de Béthencourt n'imaginaient pas : la Révolution française.

Quelques dates au XVIIIe siècle...
- 1704 : le 18 mars, Elisabeth Charlotte Le Blond, dernière descendante de la branche des "Le Blond de Brineu, seigneurs de Béthencourt", épouse Claude d'Urre de Cleuleu, "chevalier, capitaine de milice en Picardie sur les côtes de la mer". Issu d'une ancienne famille du Dauphiné venue s'établir à Montreuil, Claude d'Urre devient par ce mariage dont naîtront deux filles, Catherine et Marie-Françoise (vers 1707-1743), seigneur de Béthencourt.
- 1709 : année de grand froid à Béthencourt-sur-Mer.
- 1711 : François de Polhay (1679-1757), issu d'une famille de Saint-Blimont dont la noblesse remonte au XVIe siècle, devient curé de Béthencourt de janvier 1711 à 1730, date à laquelle il se retire à Offeu pour y mourir le 8 mai 1757 et être inhumé en la chapelle Sainte-Geneviève d'Elincourt, hameau voisin. Ce départ en 1730 est imputable à l'absolutiste de la vertu que fut Pierre Sabatier (1654-1733), ami de Fénelon et évêque d'Amiens de 1706 à 1733, qui repensa les règles du clergé dans son diocèse de sorte d'y gouverner les âmes : interdiction de chasser pour le prêtre, âge minimum de la servante porté à 45 ans, etc. Les interdits de Sabatier ne firent en réalité que favoriser dans les paroisses le phénomène social de la rumeur (dont l'historicité intéressa Michel Foucault[56] et Edgar Morin) et encourager le zèle inquisitorial de son enquêteur dans le Vimeu qui fut Nicolas Filleux (?-1743), archidiacre de Ponthieu, chanoine de la cathédrale d'Amiens et docteur de la Sorbonne en théologie. Pierre Sabatier excommunia en 1730 Nicolas Yvart, curé de Tully, pour une raison oubliée aujourd'hui que François de Polhay manifestement désapprouva. Dans son rapport établi alors contre le curé de Béthencourt sur qui l'enquête se prolongea, Filleux note : "sa servante n'a point l'âge, on dit que...". Fin de citation : la suite se résume dans l'art de mêler la rumeur, le conditionnel et l'accusation[57].
- Vers 1725 : Charles de Lamiré (?-16 janvier 1753) épouse Marie-Françoise d'Urre dont il aura une fille unique, Claudine Antoinette (?-1788), et dont il reçoit par ce mariage la seigneurie de Béthencourt.
- 1730 : Installation d'Alexandre Dupuy, curé de Béthencourt jusqu'en 1743.
- 1740 : disette causée par le grand froid qui règne toute l'année. On enregistre à Béthencourt des gelées chaque mois et la température moyenne de l'année n'y atteint même pas les 8e.
- 1741 : épidémie sans doute consécutive de la disette: 59 morts à Béthencourt.
- 1743 : Installation le 26 juillet de Jacques Halingre (Voir rubrique « Personnalités liées à la commune ») curé de Béthencourt et tuteur-précepteur de Claudine Antoinette de Lamiré (Charles de Lamiré étant alors veuf).
- 1750 : l'épidémie désignée par les écrits du temps sous le nom de « flux de sang » (dysenterie) fait 40 morts à Béthencourt.
- 1753 : le 30 septembre, Jean-Baptiste Loisel le Gaucher (?-1788), "cornette au régiment de Dragons d'Orléans, capitaine des milices garde-côtes, maire perpétuel de la ville de Rue (où remonte l'origine de sa famille), épouse Claudine Antoinette de Lamiré dont il aura une fille, Marie-Anne, et dont il reçoit, par ce mariage, le titre de seigneur de Béthencourt[58].

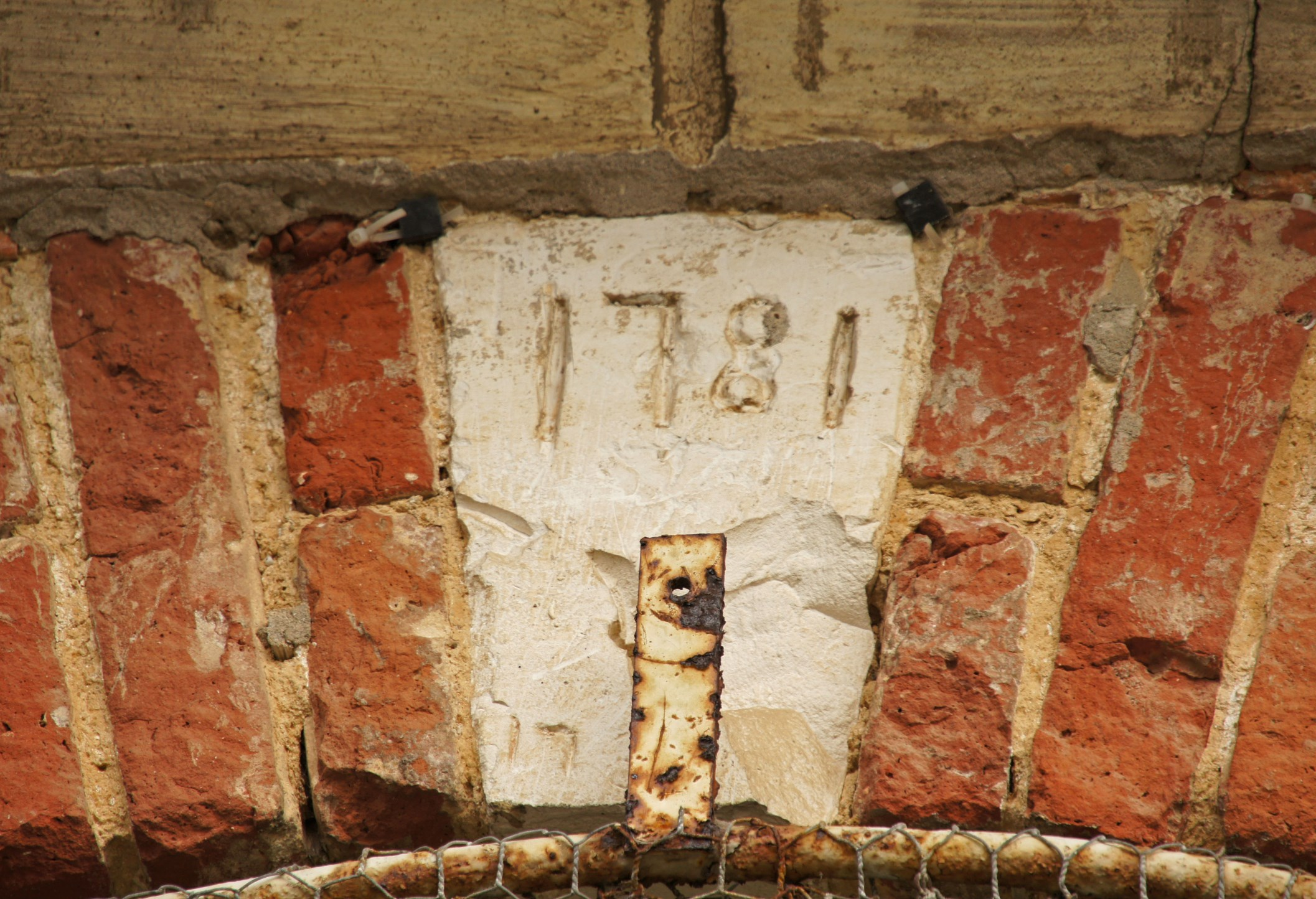
La pierre arc-boutée des bénédictins.

- 1766 : agrandissement de l'église où la pierre blanche, toujours discernable aujourd'hui au chevet du chœur, est remplacée par le silex et la brique. L'historien Joël Cornette situe le contexte démographique en relevant[59] « la vision erronée des contemporains : la population baisse », « idée fausse » qu'il observe entre autres chez Montesquieu (Lettres persanes, lettre 113, 1721), Étienne Noël Damilaville (article « Population » dans l'Encyclopédie), Mirabeau (L'ami des hommes ou traité de la population, 1756), les parlements reprenant la dépopulation supposée dans leurs remontrances au pouvoir royal[59], pour que finalement la statistique démographique prouve à l'encontre la croissance réelle de la population. D'une méthode mathématique comparable à celle de l'abbé Jean-Joseph Expilly, artisan majeur selon Cornette de cette démonstration de croissance[60], Jacques Halingre dégage la perspective de l'exiguïté irrémédiable de l'église et décide des travaux d'agrandissement portant sur la nef et les bas-côtés, la charge du chœur revenant à l'abbaye de Saint-Valery. En août 1766, Jacques Halingre demande au lieutenant-général au bailliage d'Amiens "de faire assigner à comparaître devant lui les Sieurs abbé et religieux de Saint-Valery pour voir dire qu'ils seront tenus de confirmer dans le jour que le chœur ne peut aucunement convenir avec la nef que les habitants sont tenus de bâtir". La réponse des bénédictins attendue "dans le jour", soit la promesse de restauration du chœur, n'arrivera qu'en 1781 et, comme pour attester cette lenteur, ils feront graver cette date dans la pierre (voir photo).
- 1771 : le 18 novembre, le baron François Guilain, capitaine de cavalerie, épouse Marie-Anne Loisel le Gaucher, héritière de la famille de France dont il reçoit, par ce mariage, le titre de seigneur de Béthencourt.
- 1785 : incendie à Béthencourt-sur-Mer détruisant 14 ou 15 maisons.
- 1785 : ordonnance de l'évêque d'Amiens Louis de Machault d'Arnouville (1737-1820) enjoignant d'agrandir le cimetière de Béthencourt, saturé et inextensible, sur un terrain inutile à François Guilain (ce dernier ne donne aucune suite).
- 1788 : l'abbé François-Edme Lemot (installé à Béthencourt en 1780) écrit au Bureau intermédiaire du département de Neufchâtel et Eu pour se plaindre de la lourdeur de la dîme et du désintérêt des religieux de Saint-Valery-sur-Somme pour la paroisse de Béthencourt.
- 1789 : le "cahier des doléances et plaintes de la paroisse Saint-Étienne de Béthencourt-sur-Mer, élection d'Eu, généralité de Rouen, bailliage d'Amiens[61]" est rédigé par un collège de 29 habitants. Deux députés nommés Louis-Nicolas Depoilly (né et mort à Béthencourt-sur-Mer, 1761-1798, futur curé de La-Croix-au-Bailli) et Laurent Firmin Beauvisage (1757-1789) sont missionnés de se rendre à Amiens pour le remettre aux représentants du Tiers-État convoqués à la réunion des États-Généraux.
- 1789 : François Guilain, Seigneur de Béthencourt, se fait représenter pour vote par procuration à l'assemblée de la noblesse française élisant ses représentants aux États généraux. Il émigre en Angleterre avec sa femme et leurs trois enfants (il y mourra en 1791, sa famille reviendra en France en 1801).
- 1790 : le 15 décembre, le comité du règlement du conseil départemental propose de fusionner les trois municipalités de Béthencourt, Tully et Allenay. 1790: François-Edme Lemot fait cette année-là à Béthencourt 82 enterrements dont l'oralité du temps a transmis la cause sous le nom de "fièvre putride".
- 1791 : François-Edme Lemot prête serment à la Constitution civile du clergé, mais celle-ci est accompagnée d'un profond remaniement du diocèse d'Amiens: il devient en octobre curé constitutionnel d'Ailly-le-Haut-Clocher tandis que le premier vicaire d'Ault, Jean-Louis Duputel (lui aussi assermenté), devient curé de Béthencourt[62].
- 1793 : mise en place de l'état civil à Béthencourt. La rédaction des actes de naissances, mariages et décès est transférée le 3 mars du registre paroissial au conseil général de la commune de Béthencourt-sur-Mer où Modeste François Bignard a été élu le 2 février précédent à la fonction de dresser ces actes.
- 1800 : le 10 juin, soit le 21e jour de prairial an 8, "trois hectares, vingt ares et cinquante et un centiares de terrain sur lequel est assise une maison dite l'ancien château de Béthencourt-sur-Mer provenant de l'émigré de France" rentrent dans le domaine de la nation.

### XIXesiècle
L'historien abbevillois Charles Léopold Louandre publie en janvier 1849 dans la revue Le Pilote de la Somme un article qui demeure très éclairant dans sa restitution de l'esprit conflictuel entre serrurerie et agriculture au XIXe siècle, antagonisme qui, confirme Alfred Rançon, se joua aussi à Béthencourt : « cette industrie emploie beaucoup de bras, mais elle a le défaut de créer dans les moments de crise une population de mendiants. Lorsque les demandes faites à la serrurerie sont importantes, toute la population abandonne les travaux de la culture pour se jeter sur les salaires plus considérables que lui offrent les ateliers, de sorte qu'elle devient inhabile aux travaux des champs et ne peut s'y remettre. C'est un malheur auquel il serait difficile de remédier. On ne peut que conseiller la prévoyance et l'épargne aux habitants des villages industriels : ceux des villages agricoles ne souffrent jamais que dans des proportions plus restreintes, le travail se succédant toujours et forcément d'une manière plus régulière dans la culture ». Louandre n'en reconnaît pas moins que la serrurerie agit en progrès sur la démographie, faisant passer Béthencourt de 400 habitants en 1709 à 660 en 1849. Dans sa "Notice sur la serrurerie de Picardie" (1857), Pierre Briez s'arrête sur le village : "les spécialités qui se fabriquent à Béthencourt sont la serrure à moraillon pour malle, la serrure à auberonnière pour pupitre, le loqueteau de caisse, le loquet à vielle, la serrure d'armoire tour et demi et le cadenas". Les fabrications de la serrure à auberonnière (mot aujourd'hui bien oublié) et du cadenas à Béthencourt ont commencé vers 1840, la première aux Établissements Roy (anciennement Cantrel-Boutté, Grande rue) qui seront repris par Narcisse Debeaurain en 1866, la seconde, appelée à devenir la spécialité de l'Atelier Derambure (au niveau de l'actuel no 2, Rue d'Ault) et de la Maison Sauvage et Bignard (anciennement Bost et Sac-Epée, puis Gaultier, au niveau de l'actuel no 17, rue Tournière), amenée par un certain Jean Théodore Jacoby (1793-4 juin 1846) né à Seibersbach (Royaume de Prusse), mort à Béthencourt-sur-Mer. François Duverger, serrurier depuis 1827 à Béthencourt-sur-Mer où il est né en 1810, se voit décerner le 30 juin 1865 une récompense par la Société Industrielle d'Amiens pour "sa spécialité de confectionner la serrure à deux pênes pour appartement et la serrure en cuivre perfectionnée pour marine". L'Atelier Caillet se situe à l'angle de la rue Tournière et de la rue de l'église. Bientôt, Ismaël Haudiquer, contremaître chez Decayeux à Escarbotin, reviendra à Béthencourt, épousera Octavie Caillet et, créant une fonderie, donnera un nouvel essor à cet atelier appelé à devenir une usine spécialisée dans les serrures de chambres et armoires frigorifiques. On lit sur registre communal qu'en 1872 "cinq usines occupent environ 200 ouvriers tant du pays que du dehors". Dans sa description de Béthencourt-sur-Mer qui date de 1875, Florency Devillers ne manque toutefois pas de remarquer le métier annexe d'outilleur-matricien (Étienne Bost, les frères Leroux), mais aussi (future maison Paul Ducastel, au niveau de l'actuel no 2, rue de l'église) "un nouveau genre d'industrie qui s'est créé tout récemment et qui est dû à l'initiative de deux serruriers de cette localité, Paul Petit et Arsène Mathon. C'est la fabrication de sécateurs, d'échenilleurs et de pinces-à-sucre, et quarante ouvriers environ y travaillent",,,.
Quelques dates au XIXe siècle...
- 1804 : important incendie à Béthencourt-sur-Mer.
- 1810 : Charles Vitaux (1760-1830), vicaire assermenté de Friaucourt, dessert l'église de Béthencourt jusqu'en 1817 (il y sera suivi des abbés toujours dits "extérieurs desservant" Tellier et Poirée entre 1817 et 1823). Béthencourt proteste de sa dépossession de statut de paroisse.
- 1816 : le 17 décembre, Étienne Sifflet, maire de Béthencourt-sur-Mer, prête serment de "fidélité au Roi Louis XVIII, obéissance à la charte constitutionnelle et aux lois du royaume".
- 1823 : installation de Nicolas Dacquet (1795-1867), toujours curé de "Tully desservant Allenay et Béthencourt". Soutenu par Nicolas Dacquet, Béthencourt demande expressément à l'évêque d'Amiens Jean-Pierre de Gallien (1756-1838) la restitution de son statut de paroisse de 1686.
- 1825 : formation des communes. La rumeur d'une fusion de Tully et Béthencourt crée un effroi insoupçonnable, qui amuse aujourd'hui. En juin 1825, Le baron du Feugeray, maire de Tully, écrit au sous-Préfet d'Abbeville: "la réunion avec Béthencourt tourmente les habitants de Tully à un point que je ne saurais vous rendre: ils redoutent de se voir tôt ou tard sous la domination des habitants de Béthencourt dont l'esprit, tout opposé au leur, est turbulent, voisin de 1793.... Le ciel me garde d'avoir à conduire la commune de Béthencourt; il me faudrait une discipline toute militaire ou au moins un tribunal de police tout organisé et une prison sur place, ce que je n'ai pas[67]." Cette carence pénitentiaire mit donc la fusion hors de propos, mais la pacification entre Tully et Béthencourt l'a, semble-t-il, bien emporté depuis.
- 1826 : Béthencourt est de nouveau érigé en paroisse: Nicolas Dacquet s'emploie à la reconstitution financière de la fabrique (c'est-à-dire des biens de l'église) en recouvrant les rentes qu'elle possédait avant la Révolution française.

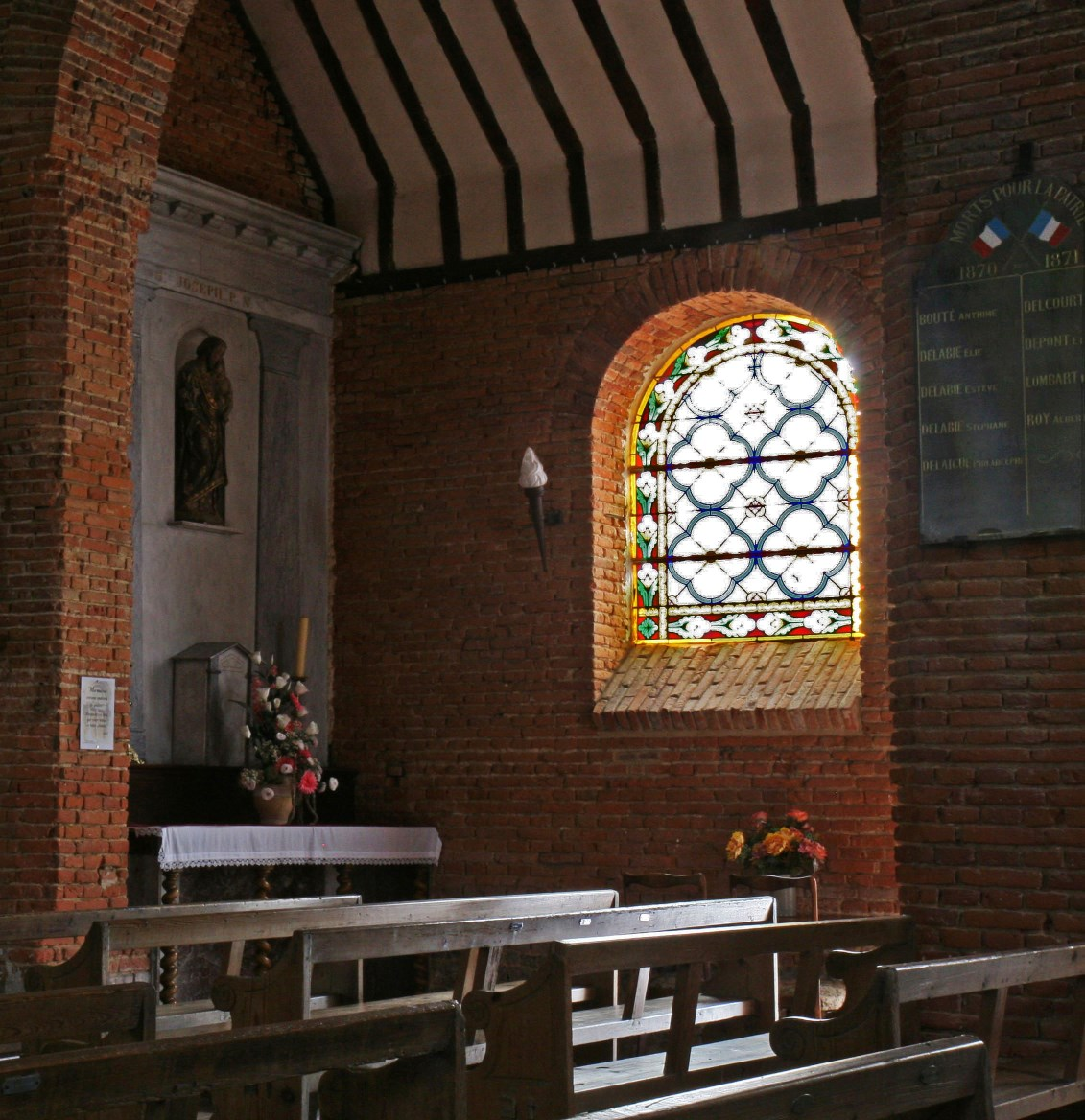
Au XIXe siècle s'ajoutent le retable de Saint-Joseph et les vitraux de la nef.

- 1830 : le 19 septembre, Étienne Sifflet prête serment de « fidélité au Roi des Français Louis-Philippe Ier ».
- 1832 : Installation de François-Isidore Scellier (1802-1881) curé de Béthencourt-sur-Mer où il restera 49 ans, engageant des travaux à l'église : le portail avec son larmier toujours existant, le retable de marbre dédié à Saint Joseph (voir photo). De sa prêtrise (1er juillet 1840) date la visite à Béthencourt de Jean-Marie Mioland (1788-1859), évêque d'Amiens de 1837 à 1851, futur instructeur auprès du Pape Pie IX de la béatification, puis de la canonisation de Germaine de Pibrac, archétype de la figuration de la sainteté dans la prédication rurale du XIXe siècle.
- 1833 : construction de la "maison communale" avec une école et le logement de l'instituteur.
- 1849 : Comme dans toutes les communes de France, la population masculine majeure peut, pour la première fois, aller voter grâce à l'instauration du suffrage universel. Voici la répartition (en nombre) de quelques-uns des patronymes des 166 électeurs[68],[69] :

| Bost | Bouté | Debeaurain | Haudiquer | Maquennehen | Sacépée | Sifflet | Tavernier |
| 6    | 9     | 3          | 6         | 6           | 5       | 9       | 7         |

C'est jusqu'à la préfecture de la Somme que l'on surnomma alors longtemps Béthencourt-sur-Mer "le village où l'on entend le plus de sifflets", allusion amusante à la place prépondérante du patronyme cité ci-dessus.
- 1861 : construction de la mairie et de l'école mixte (qui prendra le nom d'"école des garçons" en 1864).
- 1864 : l'école mixte étant trop exiguë (sous le double effet de l'accroissement démographique et du progrès du taux de scolarisation), une école libre de filles (le local est offert par le fermier Guillot) est mise en place grâce à des soutiens et bénévolats privés et elle ouvre avec 46 élèves. Béthencourt est de la sorte en avance sur son temps puisque la loi ne prévoira l'obligation d'école pour les filles qu'à partir de 1870: dès 1867, Alexandrine Flandre (1842-1908), institutrice libre, devient institutrice communale. Les effectifs augmentant (60 élèves en 1870, 89 en 1882), l'abbé Scellier fera bâtir à ses propres frais une classe de 65 élèves et un poste d'institutrice adjointe sera créé en 1882 et attribué à Mademoiselle Gros. À partir de 1868, un cours pour adultes, entièrement gratuit, est mis en place. Il existera encore en 1883, comptant chaque année entre 15 et 25 élèves, les unes en emportant une « instruction suffisante », les autres obtenant le Certificat d'études primaires[70].
- 1870-1871: 9 soldats nés à Béthencourt-sur-Mer meurent pour la France.
- 1876 : un violent ouragan survient le 12 mars qui fait dévier le clocher, obligeant à le consolider avec des ancres de fer, ce qui est fait par le maréchal-ferrant Billoré et le charpentier Amédée Grandsire, tous deux natifs de Béthencourt.
- 1881 : installation d'Emile Defecque (1846-1909), curé de Béthencourt jusqu'en 1901. De sa prêtrise datent les vitraux de la nef (voir photo).
- 1894 : construction de l'actuel bureau de poste sur l'emplacement d'une ancienne mare, "la mare des Canaux" qu'alimentaient par un fossé les eaux de la rue Tournière.

### XXesiècle

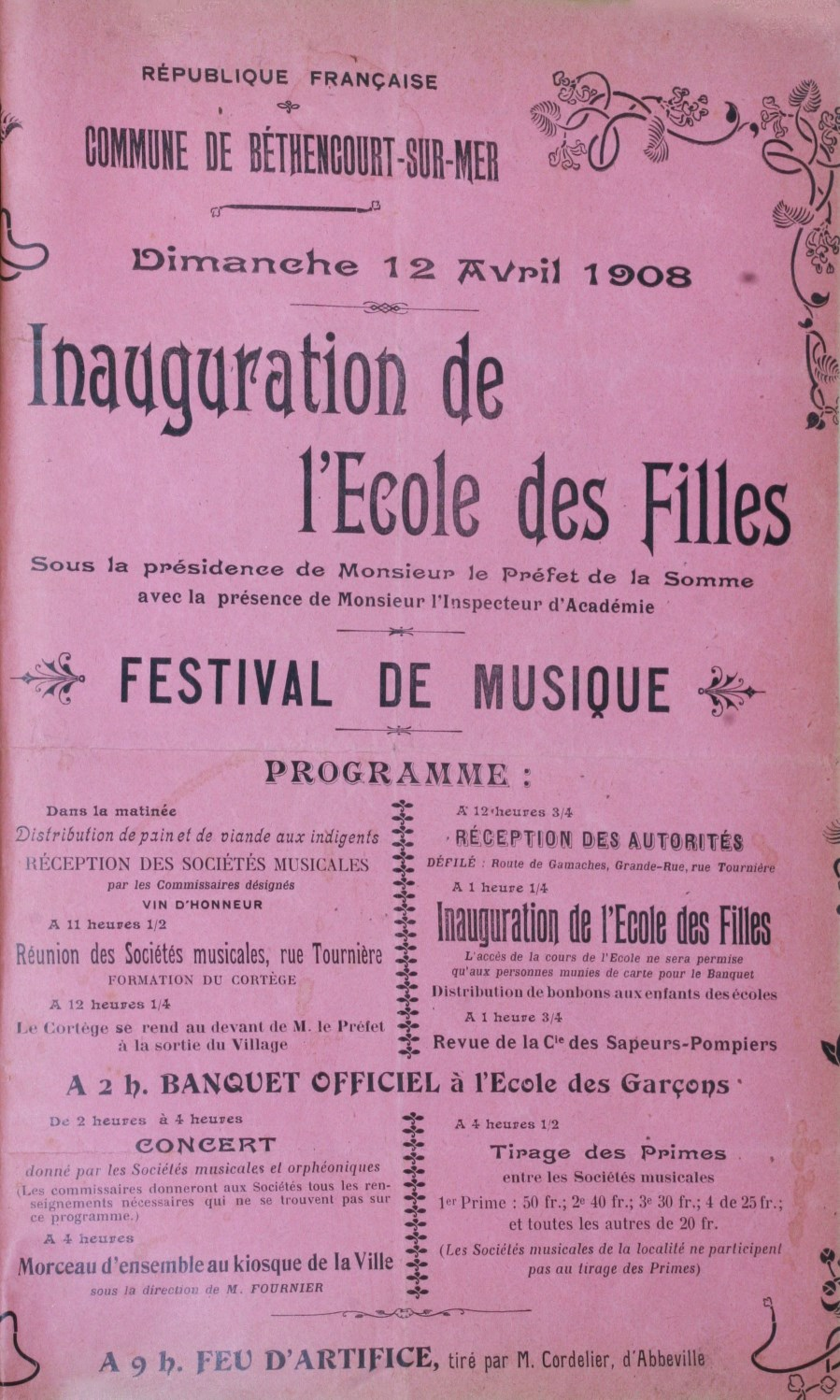
L'affiche du 12 avril 1908.

Au tout début du siècle, Béthencourt-sur-Mer possède un autre surnom : « le village de la guerre de Trente Ans ». À l'instar de Clochemerle dans le roman éponyme de Gabriel Chevallier, Béthencourt est divisé en deux clans opposés, portant pour leur part des noms exotiques : les « Zoulous » et les « Kroumirs ». Les uns, qui souhaitent faire court, expliquent en 1908 que les « Zoulous » sont « les partisans de la municipalité actuelle » (celle de Michel Alfred Bignard), les « Kroumirs » étant « les amis de la précédente » (celle de Louis Adolphe Caron) : de fait, le journal Le Réveil d'Eu et du Tréport daté du 23 avril 1908 publie le pamphlet d'un « Zoulou » anonyme contre six "Kroumirs" qui avaient écrit au Préfet pour lui recommander de ne pas assister à l'inauguration de l'école des filles le dimanche 12 avril précédent. Les autres, affirmant que la division n'est ni politique ni religieuse, évoquent une origine d'autant plus floue que des individus changent de camp, souterraine au point de se perdre dans la nuit des temps : la perspective historique pourrait même nous proposer une relation avec l'opposition des cultivateurs et des serruriers au XIXe siècle, voire avec celle de ceux qui ont droit de franc-saler et ceux qui payent la gabelle au XVIIIe siècle. De même, on ne saurait dater son extinction : en 1912 encore, on voit des réunions associatives comme celles de la Société de secours mutuel tourner au pugilat. En 1919 toujours, on relève à Béthencourt l'existence de deux fanfares avec ainsi, pour la messe de la Sainte-Cécile, l'« Harmonie municipale » (« Kroumir ») déployée dans le bas-côté nord de l'église et la « Fanfare des amis réunis » (« Zoulou ») dans le bas-côté sud. Aussi, afin que les débordements de musiciens incontrôlés ne viennent pas briser la solennité de la « Fête de la reconnaissance nationale » du 2 novembre 1919, le maire Michel Alfred Bignard choisit-il précautionneusement d'y faire interpréter tous les chants patriotiques par les enfants des écoles. L'extinction de la zizanie fut de fait une mort fort lente puisque vers 1960 encore, des témoins assurent avoir entendu des concitoyens inamicaux s'apostropher de « fils de Kroumir » et de « fils de Zoulou ». La vérité probable, au vu des pamphlets à la fois dérisoires et savoureux qui de part et d'autre ont longtemps alimenté les colonnes de la presse locale, est que le conflit s'est surtout entretenu de querelles de voisinage, allant de mariages désapprouvés à des ramassages indus de gibier lors de chasses en plaine. Le Conseiller général Gilson, s'adressant publiquement au Préfet Henri Bouffard (bien présent à l'école des filles de Béthencourt pour la cérémonie du 12 avril 1908), a peut-être trouvé le mot juste, en tout cas celui qui souleva une hilarité unanime : « c'est un excès d'harmonie qui l'a engendré ».
Quelques dates au XXe siècle...
- 1901 : le dimanche 17 mars, installation de l'abbé Alfred Rançon, venant de la paroisse de Béhen, à Béthencourt (il y restera jusqu'à sa mort en 1942) où, passionné de l'histoire et de l'archive, il entreprend rapidement son Histoire de Béthencourt-sur-Mer.
- 1902 : déplacement du cimetière de la place de l'église à l'extrémité de l'actuelle rue d'Eu, sur un terrain offert par Monsieur et Madame Roy.
- 1904: le 19 décembre, ouverture de la gare de Béthencourt (voir rubrique "lieux et monuments").
- 1906: grève de la manufacture Gustave Debeaurain.
- 1907 : reconstruction de l'école des filles (voir 1864) qui sera inaugurée le 12 avril 1908 (voir affiche ci-dessus).
- 1910 : dans le prolongement des lois de 1905, les biens de la "fabrique" (terme désignant alors l'église) de Béthencourt-sur-Mer sont remis le 24 mars entre les mains de la commune, dotant la constitution du bureau de bienfaisance.
- 1914-1918 : 50 soldats nés à Béthencourt-sur-Mer meurent pour la France. Grâce à un travail de recherches nominatives intitulé "Morts pour la France de Béthencourt-sur-Mer" effectué en 2011 par des élèves du lycée Anguier d'Eu[71], nous savons que 15 sont morts dans la Marne, 7 dans l'Aisne, 5 dans la Meuse, 4 en Belgique, 1 en Meurthe-et-Moselle, 1 en Tarn-et-Garonne, 1 dans le Finistère, 1 dans le Loiret, 1 dans l'Oise, 1 à Neuilly-sur-Seine. Ils étaient nés entre le 26 mai 1875 et le 17 avril 1898.
- 1916 : cantonnement à Béthencourt-sur-Mer et logement chez l'habitant du régiment canadien de cavalerie Lord Strathcona's Horse et de troupes britanniques qui y démantèlent la ligne de chemin de fer.
- 1918 : à la suite de l'entrée en guerre des États-Unis (1917), Béthencourt-sur-Mer accueille, entre le 12 mai et le 29 juin, 650 soldats américains dont 350 qui, sous les ordres du Lieutenant-Colonel Hamilton, sont venus rejoindre en renfort sur les batailles de la Somme la 35e Division de notre 137e régiment d'infanterie. 1918 : épidémie de la "grippe espagnole". Les soins apportés aux malades sont soutenus par les officiers médecins de la 8th Machine Gun Company anglaise (elle aussi héroïque sur la Somme) dont 400 hommes stationnent à Béthencourt à partir du 23 juin sous les ordres du Capitaine Evans. En mai, les mesures préfectorales de restrictions alimentaires sont transmises par la mairie aux 10 bouchers et charcutiers et aux 12 épiciers de Béthencourt-sur-Mer : la vente et la consommation de viande sont interdites les mercredi, jeudi et vendredi, le prix du sucre est bloqué, la vente de biscuits est interdite les lundis et mardis.
- 1919 : le conseil municipal de Béthencourt-sur-Mer décide dans sa séance du 20 mars de l'élévation d'un "Monument commémoratif des Morts au champ d'honneur" et lance le 31 mars un appel de souscription aux habitants.
- 1921 : année de grande sécheresse à Béthencourt-sur-Mer.
- 1939-1945 : 11 combattants nés à Béthencourt-sur-Mer meurent pour la France.

La mort de l'abbé Rançon en 1942 sort l'Histoire de Béthencourt-sur-Mer du domaine de l'écrit pour la basculer dans le domaine de ceux qui vont la vivre et la raconter à leurs descendants, fixant les moments qui, à compter des angoissantes rumeurs de juillet 1939, font mémoire de la Seconde Guerre mondiale. 14 août 1939: Tocsin. Les habitants se rassemblent sur la place de l'église. Désarroi, pleurs. Le lendemain, les hommes mobilisés partent rejoindre leurs régiments.
- Mai 1940 : exode des Belges qui, fuyant par les routes de France, sont innombrables sur la D925 au niveau de la Maison-Blanche. Des familles belges sont hébergées à Béthencourt tandis que des habitants y abandonnent tout et partent en direction de la Normandie.
- Juin 1940 : armistice. Début du système des tickets de rationnement, avec ses privations, ses débrouillardises, avec aussi ses solidarités bien éloignées des esprits "Kroumirs" ou "Zoulous". Les Allemands installent leur "Kommandantur" à l'actuel 34 Grande rue, puis réquisitionnent les jeunes de Béthencourt pour les travaux forcés : la route vers Ault est barrée d'un mur derrière lequel des rampes de lancements de V1 orientées vers l'Angleterre sont ainsi installées. Les forteresses volantes anglaises et l'aviation allemande survolent régulièrement Béthencourt : une forteresse volante est abattue et le village retrouve, cache et nourrit 9 soldats anglais.
- 15 août 1942 : le débarquement de Dieppe entraîne l'instauration du couvre-feu à compter de 19h30, incitant au bricolage de postes à galène écoutés clandestinement.
- 6 juin 1944 : grâce à ces radios clandestines, Béthencourt a connaissance immédiate du débarquement de Basse-Normandie : dans les maisons, l'espoir se traduit par la confection en cachette de drapeaux aux couleurs alliées.
- 19 septembre 1944 : un habitant de Béthencourt revient de la Ville d'Eu avec des cigarettes anglaises : « les alliés sont à 10 kilomètres ! ». C'est enfin le jour qui offre à raconter avec le sourire une histoire de drapeaux : dans la même heure, les maisons pavoisent mais il semble que les Allemands qui fuyaient reviennent : les drapeaux sont aussitôt décrochés lorsqu'un coup de canon est suivi d'un cri : « Les Canadiens sont là ! ».... On raccroche les drapeaux. On sort avec tout ce qui reste de victuailles rationnées - pain, vin et fruits - pour faire triomphe aux libérateurs : Béthencourt est libéré par l'Armée canadienne le 19 septembre 1944[72].

## Politique et administration

### Ancien Régime
À la tête de la communauté il y eut longtemps, l'histoire ci-dessus le dit, le seigneur. Puis les habitants de Béthencourt choisirent des mandataires aux fins de défendre leurs intérêts. Comme dans l'ensemble du nord de la France, ils les désignèrent sous le nom de syndics.
La charge de syndic à Béthencourt était détenue en 1787 par Antoine Geoffroy Beauvisage (1735-1790), époux de Marie du Castel, laboureur, père de Laurent Firmin Beauvisage évoqué ci-dessus. L'édit du 25 juin 1787 substitua une assemblée de délégués à l'ancienne réunion des habitants qui délibéraient en commun et dont faisaient partie de droit le seigneur et le curé. C'est le 15 janvier 1790 que l'Assemblée Constituante décréta la création des communes avec dans chacune d'elles un maire, un procureur syndic, des officiers municipaux et un conseil général nommés par les électeurs.

### Liste des maires
| Période                                  | Période                       | Identité                      | Étiquette | Qualité |
| ---------------------------------------- | ----------------------------- | ----------------------------- | --------- | --- |
| Les données manquantes sont à compléter. |                               |                               |           | |
| 1792                                     | 1796                          | Modeste François Bignard      |           | |
| 1796                                     | 1798                          | François Caillet              |           | |
| 1789                                     | 1804                          | Liévin Beauvisage             |           | |
| 1804                                     | 1813                          | Jean François Lafilé          |           | |
| 1813                                     | 1815                          | Jean Louis Vain               |           | |
| 1815                                     | 1830                          | Étienne Sifflet               |           | |
| 1830                                     | 1843                          | Jean Baptiste François Lafilé |           | |
| 1843                                     | 1848                          | Pierre Charles Caillet        |           | |
| 1848                                     | 1871                          | Charles François Roy          |           | |
| 1871                                     | 1884                          | Henri Victorien Carpentier    |           | |
| 1884                                     | 1888                          | Pierre Constant Lottin        |           | |
| 1888                                     | 1900                          | Louis Adolphe Caron           |           | |
| 1900                                     | 1900                          | Jean Baptiste Honeste Bignard |           | |
| 1900                                     | 1904                          | Louis Adolphe Caron           |           | |
| 1904                                     | 1919                          | Michel Alfred Bignard         |           | |
| 1919                                     | 1944                          | Gaston Carpentier             |           | aïeul de la famille Malgras                                                                                         |
| 1944                                     | 1957                          | Emile Quénot                  | PCF       | Commerçant Conseiller général du Canton d'Ault (1949-1957)                                                          |
| Les données manquantes sont à compléter. |                               |                               |           | |
| mars 1965                                | juillet 1997                  | Michel Soumillon              | PCF       | Instituteur |
| août 1997                                | En cours (au 25 juillet 2020) | Denis Durot                   | PCF       | Adjoint administratif Vice-président de la communauté de communes du Vimeu (2017 → ) Réélu pour le mandat 2020-2026 |

### Tendances politiques et résultats
| Scrutin              | 1er tour | 1er tour | 1er tour | 1er tour | 1er tour | 1er tour | 1er tour | 1er tour | 1er tour | 1er tour | 1er tour | 1er tour |     | 2e tour | 2e tour | 2e tour | 2e tour | 2e tour | 2e tour | 2e tour | 2e tour | 2e tour |
| Scrutin              | 1er      | 1er      | %        | 2e       | 2e       | %        | 3e       | 3e       | %        | 4e       | 4e       | %        | 1er | 1er     | %       | 2e      | 2e      | %       | 3e      | 3e      | %       |         |
| -------------------- | -------- | -------- | -------- | -------- | -------- | -------- | -------- | -------- | -------- | -------- | -------- | -------- | --- | ------- | ------- | ------- | ------- | ------- | ------- | ------- | ------- | ------- |
| Départementales 2021 |          | UGE      | 41,87    |          | UCD      | 21,54    |          | DVG      | 19,51    |          | RN       | 17,07    |     |         | UGE     | 67,32   |         | UCD     | 32,68   |         |         |         |
| Régionales 2021      |          | UGE      | 33,99    |          | UCD      | 32,02    |          | RN       | 16,60    |          | LO       | 9,09     |     | UCD     | 41,42   |         | UGE     | 39,93   |         | RN      | 18,66   |         |
| Présidentielle 2022  |          | RN       | 29,57    |          | LFI      | 21,15    |          | LREM     | 20,12    |          | PCF      | 9,65     |     | RN      | 54,15   |         | LREM    | 45,85   |         |         |         |         |
| Législatives 2022    |          | PCF      | 32,91    |          | LR       | 25,00    |          | RN       | 21,94    |          | LREM     | 11,73    |     | LR      | 63,28   |         | RN      | 36,72   |         |         |         |         |
| Européennes 2024     |          | RN       | 40,00    |          | PCF      | 16,67    |          | RE       | 7,22     |          | PS       | 6,94     |     |         |         |         |         |         |         |         |         |         |
| Législatives 2024    |          | RN       | 40,40    |          | PCF      | 30,80    |          | LR       | 21,43    |          | HOR      | 4,91     |     | LR      | 53,02   |         | RN      | 46,98   |         |         |         |         |

## Population et société

### Démographie

#### Évolution démographique
L'évolution du nombre d'habitants est connue à travers les recensements de la population effectués dans la commune depuis 1793. Pour les communes de moins de 10 000 habitants, une enquête de recensement portant sur toute la population est réalisée tous les cinq ans, les populations de référence des années intermédiaires étant quant à elles estimées par interpolation ou extrapolation. Pour la commune, le premier recensement exhaustif entrant dans le cadre du nouveau dispositif a été réalisé en 2006.
En 2022, la commune comptait 897 habitants, en évolution de −7,62 % par rapport à 2016 (Somme : −1,26 %, France hors Mayotte : +2,11 %). Le maximum de la population a été atteint en 1911 avec 1 245 habitants.
| 1793 | 1800 | 1806 | 1821 | 1831 | 1836 | 1841 | 1846 | 1851 |
| ---- | ---- | ---- | ---- | ---- | ---- | ---- | ---- | ---- |
| 533  | 454  | 477  | 538  | 586  | 612  | 623  | 638  | 686  |

| 1856 | 1861 | 1866 | 1872 | 1876 | 1881 | 1886 | 1891 | 1896  |
| ---- | ---- | ---- | ---- | ---- | ---- | ---- | ---- | ----- |
| 663  | 748  | 794  | 789  | 827  | 903  | 905  | 973  | 1 020 |

| 1901  | 1906  | 1911  | 1921  | 1926  | 1931  | 1936  | 1946  | 1954  |
| ----- | ----- | ----- | ----- | ----- | ----- | ----- | ----- | ----- |
| 1 066 | 1 153 | 1 245 | 1 212 | 1 216 | 1 216 | 1 124 | 1 120 | 1 187 |

| 1962  | 1968  | 1975  | 1982  | 1990  | 1999 | 2006  | 2011  | 2016 |
| ----- | ----- | ----- | ----- | ----- | ---- | ----- | ----- | ---- |
| 1 220 | 1 120 | 1 163 | 1 074 | 1 024 | 997  | 1 028 | 1 033 | 971  |

| 2021 | 2022 | - | - | - | - | - | - | - |
| ---- | ---- | - | - | - | - | - | - | - |
| 912  | 897  | - | - | - | - | - | - | - |

Nombres d'habitants connus avant 1793: 1668: 275. 1688: 351. 1709: 400. 1724: 437. 1725: 439. 1726: 469. 1768: 580.[réf. nécessaire]

#### Pyramide des âges
En 2018, le taux de personnes d'un âge inférieur à 30 ans s'élève à 32,0 %, soit en dessous de la moyenne départementale (36,4 %). À l'inverse, le taux de personnes d'âge supérieur à 60 ans est de 32,1 % la même année, alors qu'il est de 26,0 % au niveau départemental.
En 2018, la commune comptait 471 hommes pour 487 femmes, soit un taux de 50,84 % de femmes, légèrement inférieur au taux départemental (51,49 %).
Les pyramides des âges de la commune et du département s'établissent comme suit.
| Hommes | Classe d’âge | Femmes |
| ------ | ------------ | ------ |
| 0,0    | 90 ou +      | 0,9    |
| 8,7    | 75-89 ans    | 10,5   |
| 20,4   | 60-74 ans    | 23,6   |
| 20,9   | 45-59 ans    | 19,2   |
| 15,7   | 30-44 ans    | 16,0   |
| 16,4   | 15-29 ans    | 13,3   |
| 17,9   | 0-14 ans     | 16,5   |

| Hommes | Classe d’âge | Femmes |
| ------ | ------------ | ------ |
| 0,6    | 90 ou +      | 1,8    |
| 6,7    | 75-89 ans    | 9,4    |
| 17,2   | 60-74 ans    | 18,1   |
| 19,8   | 45-59 ans    | 19,1   |
| 18,2   | 30-44 ans    | 17,5   |
| 19,4   | 15-29 ans    | 18     |
| 18,2   | 0-14 ans     | 16,2   |

## Culture locale et patrimoine

### Lieux et monuments

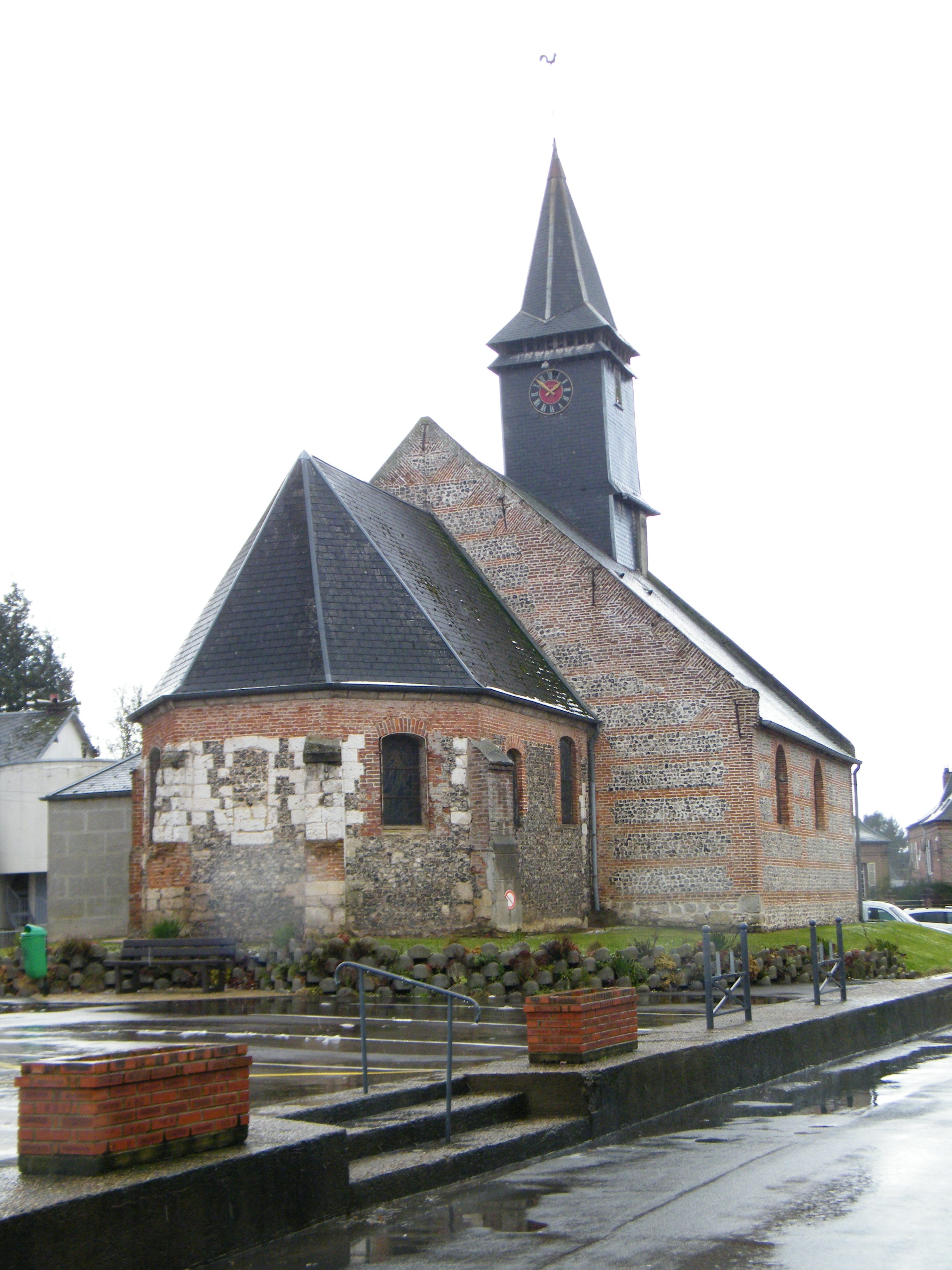
L'église Saint-Étienne.

L'église Saint-Étienne : chœur et fonts baptismaux (voir photo) du XIIIe siècle, nef du XVIIIe siècle.

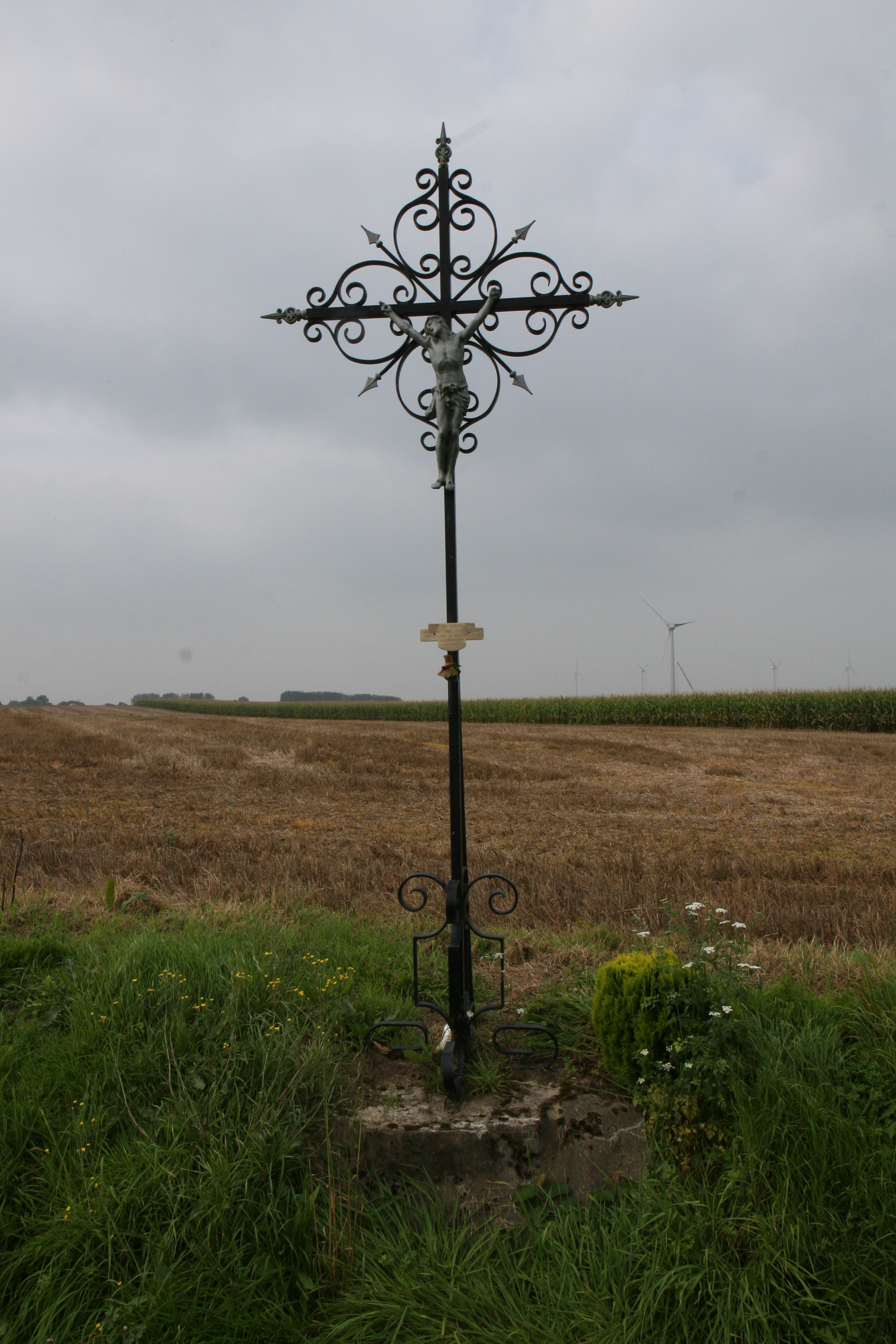
La croix de mission de Béthencourt.

La gare de Béthencourt-sur-mer (rue d'Ault) rappelle l'existence de l'éphémère « Compagnie du Chemin de fer de Feuquières-Fressenneville » dont la ligne, allant jusqu'au terminus d'Ault, fut ouverte aux voyageurs le 19 décembre 1904 et aux marchandises le 13 octobre 1905. Elle ne connut en fait jamais, malgré les subventions du conseil général, ni la rentabilité que laissait pressentir l'activité industrielle de Béthencourt, ni l'assentiment de la population qui ne voyait dans le passage des trains que source de dangers et de détériorations de la voirie. La gare de Béthencourt est donc fermée le 1er janvier 1907, mais la chambre de commerce d'Abbeville délibère en faveur d'un nouveau parcours contournant l'agglomération (article quant à cette décision dans le journal Le Vimeu républicain du 6 novembre 1910) : la gare est ainsi réaménagée puis rouverte en juillet 1921, inaugurée par les représentants du gouvernement d'Aristide Briand qui, venant la visiter, sont accueillis sur les quais par le conseil municipal et par les fleurs portées par les enfants des écoles de Béthencourt.
La butte (voir photo), motte castrale, toujours existante, rue des Bost.
La croix de mission (voir photo) : elle fut érigée en octobre 1857 à la limite des territoires de Béthencourt-sur-Mer et d'Yzengremer en mémoire d'une mission prêchée par deux franciscains.

### Béthencourt-sur-Mer et le cinéma
Le cinéaste Claude Mulot (1942-1986) a tourné, en 1971, de larges séquences de son film « La Saignée », avec Bruno Pradal (1949-1992), à Béthencourt-sur-Mer.

### Personnalités liées à la commune
- Jacques Halingre (1700-1777), curé de Béthencourt-sur-Mer de 1743 à sa mort le vendredi 14 février 1777. 
Il repose dans l'église où sa pierre tombale (voir photo) est toujours visible au sol, devant l'autel de la Vierge. Il fut d'un dévouement exemplaire auprès des malades lors de l'épidémie de 1750 qui fit 40 morts à Béthencourt.
 Statisticien remarquable, Jacques Halingre approcha inconsciemment la méthode sérielle inventée deux siècles après lui par l'historien Pierre Chaunu : il dressa un tableau de l'évolution de la population de Béthencourt de 1688 à 1767 et en déduisit avec raison, dans une démonstration mathématique argumentée, une croissance importante et durable de celle-ci.
 C'est ce qui l'amena à reconstruire la nef de l'église dès 1766, à ajouter les bas-côtés, puis à harceler les religieux de Saint-Valery sur Somme pour qu'ils restaurent le chœur, ce que ces derniers ne commenceront qu'en 1781, date toujours visible aujourd'hui sur la pierre centrale extérieure de l'arc surbaissé de la fenêtre du chœur côté sud. 
C'est de la prêtrise de Jacques Halingre que date l'histoire de « l'étourdi qui cassa la grosse cloche en l'arrêtant dans sa plus grande volée » (4 avril 1771), ce qui nécessita que celle-ci fût refondue, donc descendue le samedi 6 juin 1772, veille de la Pentecôte. 
En 1803, 26 ans après la mort de Jacques Halingre, Jean-Louis Duputel (1751-1821), curé de Béthencourt de 1791 à 1809, réinstalla la cloche nommée Etiennette-Rosalie. Puis, en 1831, Nicolas Dacquet (1795-1867), curé de Béthencourt de 1823 à 1832, finalisa l'œuvre avec l'installation et la bénédiction de la petite cloche[86].

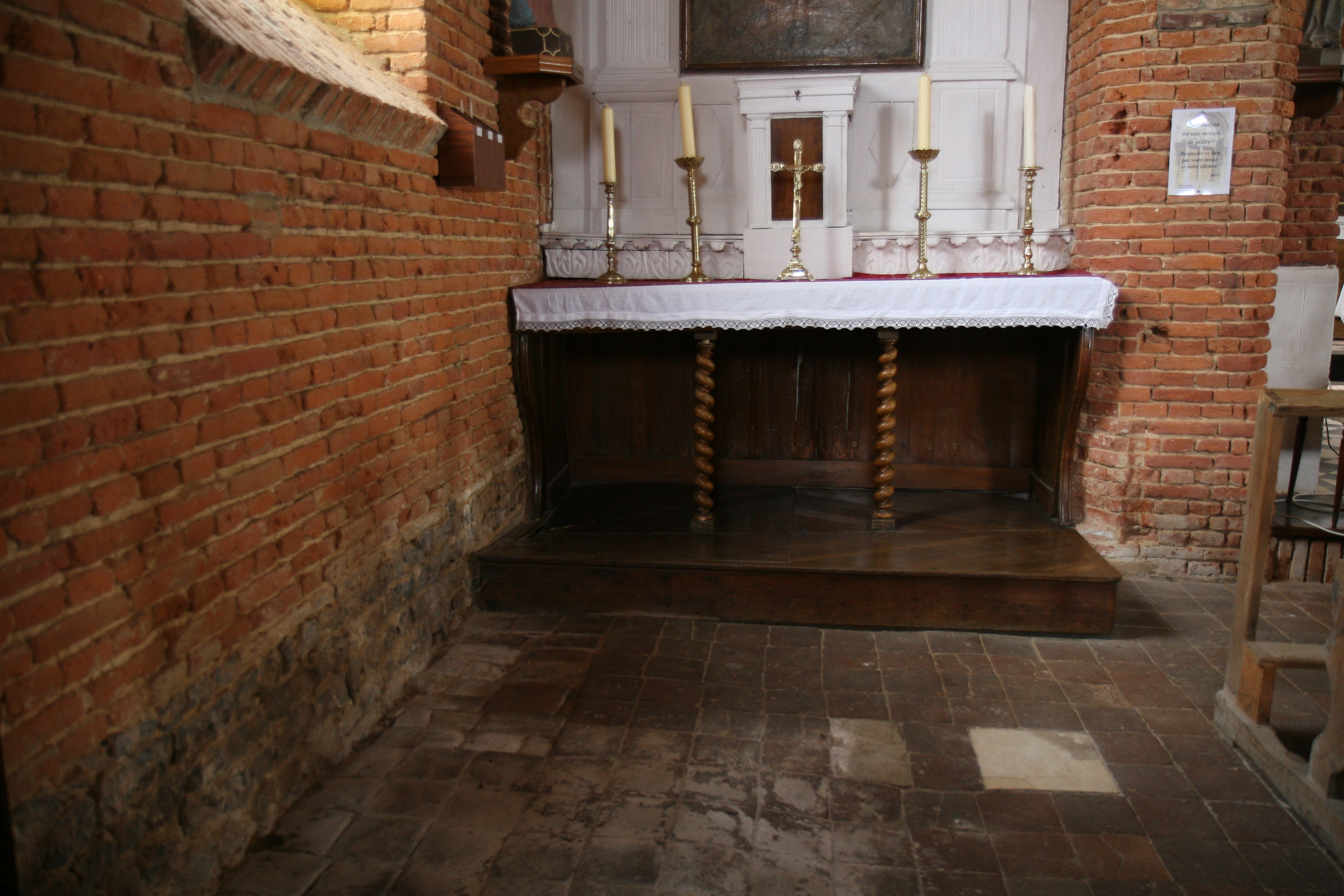
La pierre tombale de Jacques Halingre.
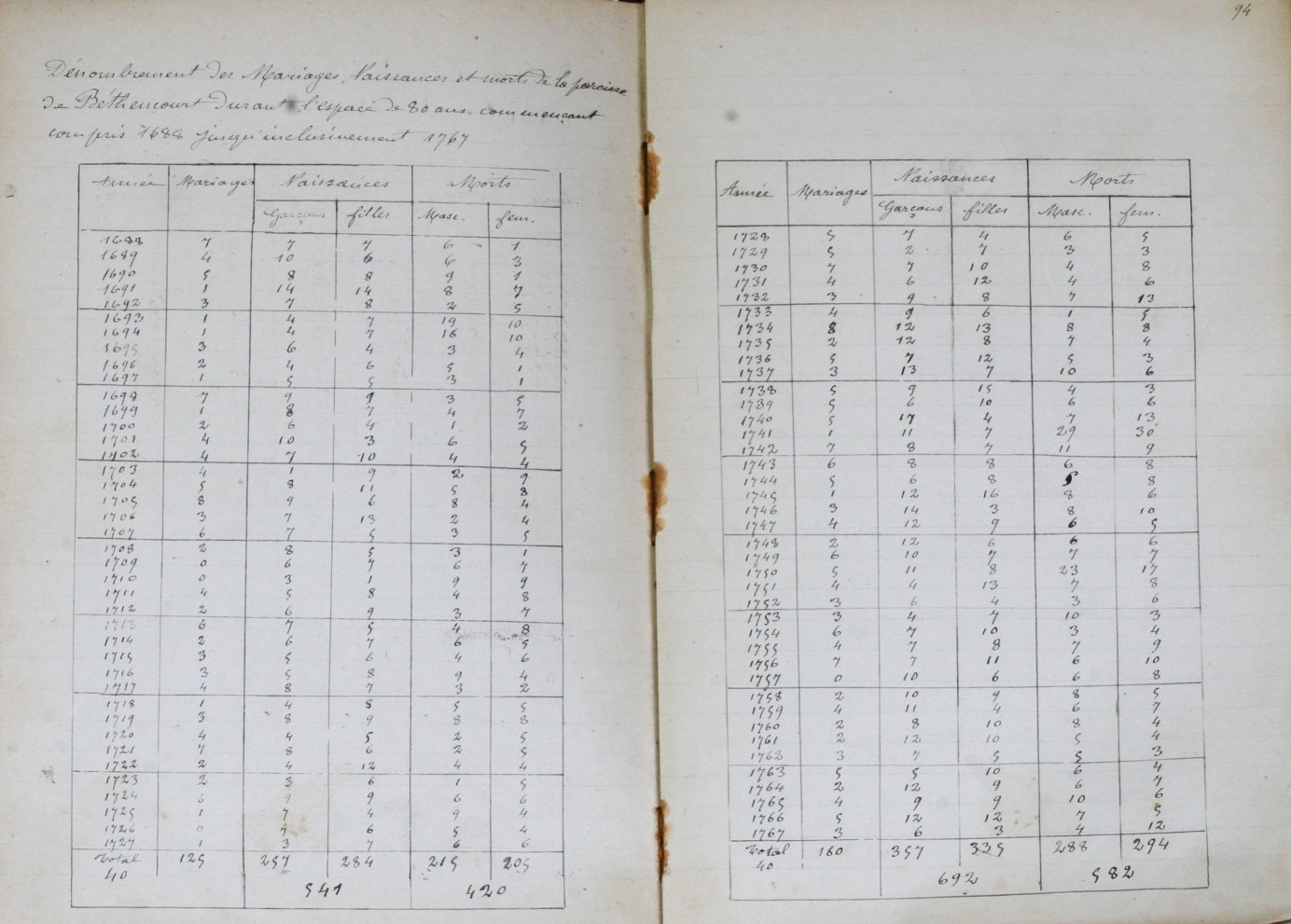
Le tableau de Jacques Halingre.

- Alexandre Joly (?-1785), marin né à Béthencourt-sur-Mer. Il navigua sous les ordres de Pierre André de Suffren à bord du vaisseau l'Artésien qui participa à la bataille de Trinquemalay (Océan Indien) en 1782. Joly mourut en service sur ce bateau en 1785[réf. nécessaire].

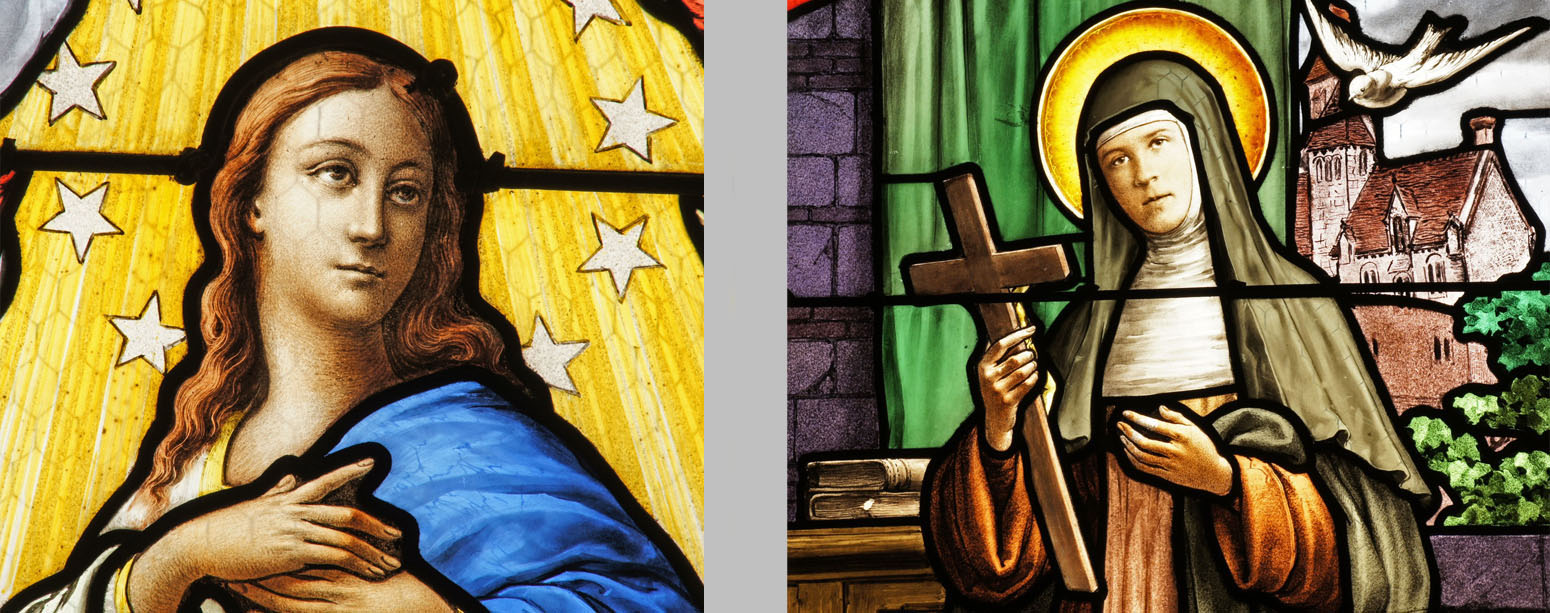
Le double visage de Marie Thérèse Bignard.

- Michel Alfred Bignard, né à Béthencourt-sur-Mer le 29 septembre 1868, maire de 1904 à 1919, fit reconstruire l'école des filles qu'il inaugura le 12 avril 1908. Les deux vitraux, de part et d'autre du maître-autel de l'église (représentant Sainte Marie et Sainte Thérèse), sont dédiés à sa fille unique, Marie Thérèse Bignard , emportée à l'âge de 16 ans par l'épidémie de grippe espagnole de 1918. 
Son immense chagrin fit qu'il renonça à se représenter aux élections municipales de 1919. Pourtant réélu, il confirma son retrait. Il mourut le 5 mai 1960 à Berteaucourt-les-Dames où il repose.
- Roger Agache (1926-2011), historien de l'art et archéologue , né à Amiens, pionnier internationalement reconnu de l'archéologie aérienne. 
Il fut dans les années 1950 instituteur à l'école des garçons de Béthencourt-sur-Mer mais aussi, s'y souvient-on, professeur de piano. 
Il raconte que ce premier poste lui offrit la belle opportunité de commencer ses recherches au sol sur le Paléolithique  de la Somme pour déposer un sujet de thèse de sciences sur le « Quaternaire de la Somme »[87]. Il évoque la Butte de Béthencourt dans son gros ouvrage "La Somme pré-romaine et romaine"[88].

### Héraldique
| Blason de Béthencourt-sur-Mer | Blason  | D'argent au lion de sable, armé et lampassé de gueules, soutenu d'un coupeau de sinople. |
| Blason de Béthencourt-sur-Mer | Détails | La coupeau représente la motte féodale, toujours existante. Le lion, lui, est repris des armes de Jean de Béthencourt, non pas issu de Béthencourt en Vimeu, mais du hameau de Béthencourt de la commune actuelle de Sigy-en-Bray, en Normandie. Adopté le 22 juillet 2016. |

## Pour approfondir